# Critérium du Dauphiné 2025
La 77e édition du Critérium du Dauphiné a lieu du 8 au 15 juin 2025. Cette course de 8 étapes relie Montluçon au plateau du Mont-Cenis. L'épreuve fait partie du calendrier UCI World Tour 2025 en catégorie 2.UWT (première division mondiale).

## Présentation

### Révélations
Le Critérium du Dauphiné, comme les années précédentes, est composée de huit étapes.
L'étape inaugurale du parcours a été dévoilée le 10 décembre 2024. Elle se déroule autour de Montluçon et présente un parcours relativement plat, avec de courtes côtes, qui devrait convenir aux sprinters.
Le reste du parcours est dévoilé le 29 janvier 2025.
La huitième et dernière étape arrive au plateau du Mont-Cenis.

### Parcours
Les deux premières étapes pourraient convenir aux sprinteurs capables de franchir les bosses du Bourbonnais et, le lendemain, un relief plus marqué du département du Puy-de-Dôme. La 3e étape part de Brioude, ville natale de Romain Bardet, franchit plusieurs côtes dès le départ et arrive en légère montée à Charantonnay en Isère. La 4e étape se déroule en contre-la-montre individuel sur 17,7 km dans la vallée du Rhône, mais avec une bosse à mi-parcours. Le lendemain, la 5e étape en direction de Mâcon présente un profil plus vallonné en seconde partie du parcours.
Les trois dernières étapes de ce parcours s'orientent vers la haute montagne et seront sans doute décisives pour le classement général. La 6e étape arrive à Combloux avec une arrivée en altitude via la côte de Domancy et la montée finale de la Cry. Le lendemain, l'étape est courte mais très montagneuse avec trois cols hors catégorie et 4 815 mètres de dénivelé positif en direction de Valmeinier 1800. La dernière étape parcourt la Maurienne et se termine en altitude au Plateau du Mont-Cenis'.

### Équipes
Le Critérium du Dauphiné figurant au calendrier épreuve World Tour, les 18 équipes World Tour participent automatiquement à la course auxquelles il faut ajouter d'autres équipes Pro Team invitées. Grâce à son classement, Israel-Premier Tech est sélectionnée d'office et les équipes TotalEnergies, Tudor et Uno-X sont invitées.
| WorldTeams (18)- Alpecin-Deceuninck - Arkéa-B&B Hotels - Bahrain-Victorious - Cofidis - Decathlon AG2R La Mondiale Team - EF Education-EasyPost - Groupama-FDJ - Ineos Grenadiers - Intermarché-Wanty - Lidl-Trek - Movistar Team - Red Bull-BORA-hansgrohe - Soudal Quick-Step - Team Jayco AlUla - Team Picnic-PostNL - Team Visma \| Lease a Bike - UAE Team Emirates XRG - XDS Astana Team ProTeams (4)- Israel-Premier Tech - Team TotalEnergies - Tudor Pro Cycling Team - Uno-X Mobility |
| |

### Favoris et principaux coureurs
Parmi les favoris de cette 77e édition du Critérium du Dauphiné, on retrouve les meilleurs grimpeurs du peloton de ces dernières années. En effet, le numéro 1 mondial au classement UCI, Tadej Pogačar, fait office d'homme à battre après une campagne des classiques exceptionnelle. Parmi les concurrents pour le déstabiliser, on a le seul coureur à l'avoir battu sur le Tour de France (2022, 2023), le Danois Jonas Vingegaard déjà vainqueur en 2023, ainsi que son coéquipier et vainqueur du Paris-Nice en début de saison, Matteo Jorgenson, mais aussi le Belge Remco Evenepoel, sur le podium du dernier Tour de France. Néanmoins, le tenant du titre, Primož Roglič, est absent après sa participation au Tour d'Italie. Du côté des français, Romain Bardet, sur le podium à deux reprises par le passé, disputera l'ultime course de sa carrière.

## Étapes
| Étape     | Date    | Villes étapes                    | type                        | Distance (km) | Dénivelé (m) | Vainqueur d'étape | Leader du classement général |
| --------- | ------- | -------------------------------- | --------------------------- | ------------- | ------------ | ----------------- | ---------------------------- |
| 1re étape | 8 juin  | Domérat – Montluçon              | étape vallonnée             | 195,8         | 2 279 m      | Tadej Pogačar     | Tadej Pogačar                |
| 2e étape  | 9 juin  | Prémilhat – Issoire              | étape vallonnée             | 204,6         | 2 813 m      | Jonathan Milan    | Jonathan Milan               |
| 3e étape  | 10 juin | Brioude – Charantonnay           | étape vallonnée             | 207,2         | 3 036 m      | Iván Romeo        | Iván Romeo                   |
| 4e étape  | 11 juin | Charmes-sur-Rhône – Saint-Péray  | contre-la-montre individuel | 17,4          | 214 m        | Remco Evenepoel   | Remco Evenepoel              |
| 5e étape  | 12 juin | Saint-Priest – Mâcon             | étape vallonnée             | 183           | 1 705 m      | Jake Stewart      | Remco Evenepoel              |
| 6e étape  | 13 juin | Valserhône – Combloux            | étape de moyenne montagne   | 126,7         | 2 485 m      | Tadej Pogačar     | Tadej Pogačar                |
| 7e étape  | 14 juin | Grand-Aigueblanche – Valmeinier  | étape de montagne           | 131,6         | 4 815 m      | Tadej Pogačar     | Tadej Pogačar                |
| 8e étape  | 15 juin | Val-d'Arc – massif du Mont-Cenis | étape de montagne           | 133,3         | 3 531 m      | Lenny Martinez    | Tadej Pogačar                |

## Déroulement de la course

### 1reétape
| \| Classement de l'étape \| Classement de l'étape \| Classement de l'étape \| Classement de l'étape \| Classement de l'étape \| \| Coureur \| Coureur \| Pays \| Équipe \| Temps \| \| --------------------- \| --------------------- \| --------------------- \| -------------------------- \| --------------------- \| \| 1er \| Tadej Pogačar \| Slovénie \| UAE Team Emirates XRG \| 4 h 40 min 12 s \| \| 2e \| Jonas Vingegaard \| Danemark \| Team Visma \\| Lease a Bike \| + 0 s \| \| 3e \| Mathieu van der Poel \| Pays-Bas \| Alpecin-Deceuninck \| + 0 s \| \| 4e \| Remco Evenepoel \| Belgique \| Soudal Quick-Step \| + 0 s \| \| 5e \| Jake Stewart \| Royaume-Uni \| Israel-Premier Tech \| + 0 s \| \| 6e \| Hugo Page \| France \| Intermarché-Wanty \| + 0 s \| \| 7e \| Bastien Tronchon \| France \| Decathlon-AG2R La Mondiale \| + 0 s \| \| 8e \| Clément Venturini \| France \| Arkéa-B&B Hotels \| + 0 s \| \| 9e \| Benjamin Thomas \| France \| Cofidis \| + 0 s \| \| 10e \| Paul Penhoët \| France \| Groupama-FDJ \| + 0 s \| |                      |             |                            |                 |
| |                      |             |                            |                 |
| Source : ProCyclingStats |                      |             |                            |                 |
| Classement de l'étape |                      |             |                            |                 |
| Coureur | Coureur              | Pays        | Équipe                     | Temps           |
| 1er | Tadej Pogačar        | Slovénie    | UAE Team Emirates XRG      | 4 h 40 min 12 s |
| 2e | Jonas Vingegaard     | Danemark    | Team Visma \| Lease a Bike | + 0 s           |
| 3e | Mathieu van der Poel | Pays-Bas    | Alpecin-Deceuninck         | + 0 s           |
| 4e | Remco Evenepoel      | Belgique    | Soudal Quick-Step          | + 0 s           |
| 5e | Jake Stewart         | Royaume-Uni | Israel-Premier Tech        | + 0 s           |
| 6e | Hugo Page            | France      | Intermarché-Wanty          | + 0 s           |
| 7e | Bastien Tronchon     | France      | Decathlon-AG2R La Mondiale | + 0 s           |
| 8e | Clément Venturini    | France      | Arkéa-B&B Hotels           | + 0 s           |
| 9e | Benjamin Thomas      | France      | Cofidis                    | + 0 s           |
| 10e | Paul Penhoët         | France      | Groupama-FDJ               | + 0 s           |

| \| Classement général \| Classement général \| Classement général \| Classement général \| Classement général \| \| Coureur \| Coureur \| Pays \| Équipe \| Temps \| \| ------------------ \| -------------------- \| ------------------ \| -------------------------- \| ------------------ \| \| 1er \| Tadej Pogačar \| Slovénie \| UAE Team Emirates XRG \| 4 h 40 min 02 s \| \| 2e \| Jonas Vingegaard \| Danemark \| Team Visma \\| Lease a Bike \| + 4 s \| \| 3e \| Mathieu van der Poel \| Pays-Bas \| Alpecin-Deceuninck \| + 6 s \| \| 4e \| Nils Politt \| Allemagne \| UAE Team Emirates XRG \| + 9 s \| \| 5e \| Remco Evenepoel \| Belgique \| Soudal Quick-Step \| + 10 s \| \| 6e \| Jake Stewart \| Royaume-Uni \| Israel-Premier Tech \| + 10 s \| \| 7e \| Hugo Page \| France \| Intermarché-Wanty \| + 10 s \| \| 8e \| Bastien Tronchon \| France \| Decathlon-AG2R La Mondiale \| + 10 s \| \| 9e \| Clément Venturini \| France \| Arkéa-B&B Hotels \| + 10 s \| \| 10e \| Benjamin Thomas \| France \| Cofidis \| + 10 s \| |                      |             |                            |                 |
| |                      |             |                            |                 |
| Source : ProCyclingStats |                      |             |                            |                 |
| Classement général |                      |             |                            |                 |
| Coureur | Coureur              | Pays        | Équipe                     | Temps           |
| 1er | Tadej Pogačar        | Slovénie    | UAE Team Emirates XRG      | 4 h 40 min 02 s |
| 2e | Jonas Vingegaard     | Danemark    | Team Visma \| Lease a Bike | + 4 s           |
| 3e | Mathieu van der Poel | Pays-Bas    | Alpecin-Deceuninck         | + 6 s           |
| 4e | Nils Politt          | Allemagne   | UAE Team Emirates XRG      | + 9 s           |
| 5e | Remco Evenepoel      | Belgique    | Soudal Quick-Step          | + 10 s          |
| 6e | Jake Stewart         | Royaume-Uni | Israel-Premier Tech        | + 10 s          |
| 7e | Hugo Page            | France      | Intermarché-Wanty          | + 10 s          |
| 8e | Bastien Tronchon     | France      | Decathlon-AG2R La Mondiale | + 10 s          |
| 9e | Clément Venturini    | France      | Arkéa-B&B Hotels           | + 10 s          |
| 10e | Benjamin Thomas      | France      | Cofidis                    | + 10 s          |

### 2eétape
| \| Classement de l'étape \| Classement de l'étape \| Classement de l'étape \| Classement de l'étape \| Classement de l'étape \| \| Coureur \| Coureur \| Pays \| Équipe \| Temps \| \| --------------------- \| --------------------- \| --------------------- \| -------------------------- \| --------------------- \| \| 1er \| Jonathan Milan \| Italie \| Lidl-Trek \| 4 h 54 min 49 s \| \| 2e \| Fred Wright \| Royaume-Uni \| Bahrain Victorious \| + 0 s \| \| 3e \| Mathieu van der Poel \| Pays-Bas \| Alpecin-Deceuninck \| + 0 s \| \| 4e \| Stian Fredheim \| Norvège \| Uno-X Mobility \| + 0 s \| \| 5e \| Émilien Jeannière \| France \| Team TotalEnergies \| + 0 s \| \| 6e \| Bastien Tronchon \| France \| Decathlon-AG2R La Mondiale \| + 0 s \| \| 7e \| Yevgeniy Fedorov \| Kazakhstan \| XDS Astana Team \| + 0 s \| \| 8e \| Matîs Louvel \| France \| Israel-Premier Tech \| + 0 s \| \| 9e \| Clément Venturini \| France \| Arkéa-B&B Hotels \| + 0 s \| \| 10e \| Matteo Trentin \| Italie \| Tudor Pro Cycling Team \| + 0 s \| |                      |             |                            |                 |
| |                      |             |                            |                 |
| Source : ProCyclingStats |                      |             |                            |                 |
| Classement de l'étape |                      |             |                            |                 |
| Coureur | Coureur              | Pays        | Équipe                     | Temps           |
| 1er | Jonathan Milan       | Italie      | Lidl-Trek                  | 4 h 54 min 49 s |
| 2e | Fred Wright          | Royaume-Uni | Bahrain Victorious         | + 0 s           |
| 3e | Mathieu van der Poel | Pays-Bas    | Alpecin-Deceuninck         | + 0 s           |
| 4e | Stian Fredheim       | Norvège     | Uno-X Mobility             | + 0 s           |
| 5e | Émilien Jeannière    | France      | Team TotalEnergies         | + 0 s           |
| 6e | Bastien Tronchon     | France      | Decathlon-AG2R La Mondiale | + 0 s           |
| 7e | Yevgeniy Fedorov     | Kazakhstan  | XDS Astana Team            | + 0 s           |
| 8e | Matîs Louvel         | France      | Israel-Premier Tech        | + 0 s           |
| 9e | Clément Venturini    | France      | Arkéa-B&B Hotels           | + 0 s           |
| 10e | Matteo Trentin       | Italie      | Tudor Pro Cycling Team     | + 0 s           |

| \| Classement général \| Classement général \| Classement général \| Classement général \| Classement général \| \| Coureur \| Coureur \| Pays \| Équipe \| Temps \| \| ------------------ \| -------------------- \| ------------------ \| -------------------------- \| ------------------ \| \| 1er \| Jonathan Milan \| Italie \| Lidl-Trek \| 9 h 34 min 51 s \| \| 2e \| Tadej Pogačar \| Slovénie \| UAE Team Emirates XRG \| + 0 s \| \| 3e \| Mathieu van der Poel \| Pays-Bas \| Alpecin-Deceuninck \| + 2 s \| \| 4e \| Fred Wright \| Royaume-Uni \| Bahrain Victorious \| + 4 s \| \| 5e \| Jonas Vingegaard \| Danemark \| Team Visma \\| Lease a Bike \| + 4 s \| \| 6e \| Hugo Page \| France \| Intermarché-Wanty \| + 8 s \| \| 7e \| Anders Foldager \| Danemark \| Team Jayco AlUla \| + 9 s \| \| 8e \| Nils Politt \| Allemagne \| UAE Team Emirates XRG \| + 9 s \| \| 9e \| Bastien Tronchon \| France \| Decathlon-AG2R La Mondiale \| + 10 s \| \| 10e \| Émilien Jeannière \| France \| Team TotalEnergies \| + 10 s \| |                      |             |                            |                 |
| |                      |             |                            |                 |
| Source : ProCyclingStats |                      |             |                            |                 |
| Classement général |                      |             |                            |                 |
| Coureur | Coureur              | Pays        | Équipe                     | Temps           |
| 1er | Jonathan Milan       | Italie      | Lidl-Trek                  | 9 h 34 min 51 s |
| 2e | Tadej Pogačar        | Slovénie    | UAE Team Emirates XRG      | + 0 s           |
| 3e | Mathieu van der Poel | Pays-Bas    | Alpecin-Deceuninck         | + 2 s           |
| 4e | Fred Wright          | Royaume-Uni | Bahrain Victorious         | + 4 s           |
| 5e | Jonas Vingegaard     | Danemark    | Team Visma \| Lease a Bike | + 4 s           |
| 6e | Hugo Page            | France      | Intermarché-Wanty          | + 8 s           |
| 7e | Anders Foldager      | Danemark    | Team Jayco AlUla           | + 9 s           |
| 8e | Nils Politt          | Allemagne   | UAE Team Emirates XRG      | + 9 s           |
| 9e | Bastien Tronchon     | France      | Decathlon-AG2R La Mondiale | + 10 s          |
| 10e | Émilien Jeannière    | France      | Team TotalEnergies         | + 10 s          |

### 3eétape
| \| Classement de l'étape \| Classement de l'étape \| Classement de l'étape \| Classement de l'étape \| Classement de l'étape \| \| Coureur \| Coureur \| Pays \| Équipe \| Temps \| \| --------------------- \| --------------------- \| --------------------- \| ----------------------- \| --------------------- \| \| 1er \| Iván Romeo \| Espagne \| Movistar Team \| 4 h 34 min 10 s \| \| 2e \| Harold Tejada \| Colombie \| XDS Astana Team \| + 14 s \| \| 3e \| Louis Barré \| France \| Intermarché-Wanty \| + 14 s \| \| 4e \| Florian Lipowitz \| Allemagne \| Red Bull-Bora-Hansgrohe \| + 14 s \| \| 5e \| Mathieu van der Poel \| Pays-Bas \| Alpecin-Deceuninck \| + 27 s \| \| 6e \| Axel Laurance \| France \| Ineos Grenadiers \| + 27 s \| \| 7e \| Brieuc Rolland \| France \| Groupama-FDJ \| + 27 s \| \| 8e \| Julien Bernard \| France \| Lidl-Trek \| + 27 s \| \| 9e \| Andreas Leknessund \| Norvège \| Uno-X Mobility \| + 27 s \| \| 10e \| Eddie Dunbar \| Irlande \| Team Jayco AlUla \| + 27 s \| |                      |           |                         |                 |
| |                      |           |                         |                 |
| Source : ProCyclingStats |                      |           |                         |                 |
| Classement de l'étape |                      |           |                         |                 |
| Coureur | Coureur              | Pays      | Équipe                  | Temps           |
| 1er | Iván Romeo           | Espagne   | Movistar Team           | 4 h 34 min 10 s |
| 2e | Harold Tejada        | Colombie  | XDS Astana Team         | + 14 s          |
| 3e | Louis Barré          | France    | Intermarché-Wanty       | + 14 s          |
| 4e | Florian Lipowitz     | Allemagne | Red Bull-Bora-Hansgrohe | + 14 s          |
| 5e | Mathieu van der Poel | Pays-Bas  | Alpecin-Deceuninck      | + 27 s          |
| 6e | Axel Laurance        | France    | Ineos Grenadiers        | + 27 s          |
| 7e | Brieuc Rolland       | France    | Groupama-FDJ            | + 27 s          |
| 8e | Julien Bernard       | France    | Lidl-Trek               | + 27 s          |
| 9e | Andreas Leknessund   | Norvège   | Uno-X Mobility          | + 27 s          |
| 10e | Eddie Dunbar         | Irlande   | Team Jayco AlUla        | + 27 s          |

| \| Classement général \| Classement général \| Classement général \| Classement général \| Classement général \| \| Coureur \| Coureur \| Pays \| Équipe \| Temps \| \| ------------------ \| -------------------- \| ------------------ \| ----------------------- \| ------------------ \| \| 1er \| Iván Romeo \| Espagne \| Movistar Team \| 14 h 09 min 01 s \| \| 2e \| Louis Barré \| France \| Intermarché-Wanty \| + 17 s \| \| 3e \| Harold Tejada \| Colombie \| XDS Astana Team \| + 18 s \| \| 4e \| Florian Lipowitz \| Allemagne \| Red Bull-Bora-Hansgrohe \| + 24 s \| \| 5e \| Mathieu van der Poel \| Pays-Bas \| Alpecin-Deceuninck \| + 29 s \| \| 6e \| Eddie Dunbar \| Irlande \| Team Jayco AlUla \| + 37 s \| \| 7e \| Brieuc Rolland \| France \| Groupama-FDJ \| + 37 s \| \| 8e \| Andreas Leknessund \| Norvège \| Uno-X Mobility \| + 37 s \| \| 9e \| Tadej Pogačar \| Slovénie \| UAE Team Emirates XRG \| + 1 min 06 s \| \| 10e \| Fred Wright \| Royaume-Uni \| Bahrain Victorious \| + 1 min 12 s \| |                      |             |                         |                  |
| |                      |             |                         |                  |
| Source : ProCyclingStats |                      |             |                         |                  |
| Classement général |                      |             |                         |                  |
| Coureur | Coureur              | Pays        | Équipe                  | Temps            |
| 1er | Iván Romeo           | Espagne     | Movistar Team           | 14 h 09 min 01 s |
| 2e | Louis Barré          | France      | Intermarché-Wanty       | + 17 s           |
| 3e | Harold Tejada        | Colombie    | XDS Astana Team         | + 18 s           |
| 4e | Florian Lipowitz     | Allemagne   | Red Bull-Bora-Hansgrohe | + 24 s           |
| 5e | Mathieu van der Poel | Pays-Bas    | Alpecin-Deceuninck      | + 29 s           |
| 6e | Eddie Dunbar         | Irlande     | Team Jayco AlUla        | + 37 s           |
| 7e | Brieuc Rolland       | France      | Groupama-FDJ            | + 37 s           |
| 8e | Andreas Leknessund   | Norvège     | Uno-X Mobility          | + 37 s           |
| 9e | Tadej Pogačar        | Slovénie    | UAE Team Emirates XRG   | + 1 min 06 s     |
| 10e | Fred Wright          | Royaume-Uni | Bahrain Victorious      | + 1 min 12 s     |

### 4eétape
| \| Classement de l'étape \| Classement de l'étape \| Classement de l'étape \| Classement de l'étape \| Classement de l'étape \| \| Coureur \| Coureur \| Pays \| Équipe \| Temps \| \| --------------------- \| --------------------- \| --------------------- \| -------------------------- \| --------------------- \| \| 1er \| Remco Evenepoel \| Belgique \| Soudal Quick-Step \| 20 min 50 s \| \| 2e \| Jonas Vingegaard \| Danemark \| Team Visma \\| Lease a Bike \| + 21 s \| \| 3e \| Matteo Jorgenson \| États-Unis \| Team Visma \\| Lease a Bike \| + 38 s \| \| 4e \| Tadej Pogačar \| Slovénie \| UAE Team Emirates XRG \| + 49 s \| \| 5e \| Florian Lipowitz \| Allemagne \| Red Bull-Bora-Hansgrohe \| + 57 s \| \| 6e \| Mathieu van der Poel \| Pays-Bas \| Alpecin-Deceuninck \| + 1 min 02 s \| \| 7e \| Rémi Cavagna \| France \| Groupama-FDJ \| + 1 min 07 s \| \| 8e \| Eddie Dunbar \| Irlande \| Team Jayco AlUla \| + 1 min 10 s \| \| 9e \| Tobias Foss \| Norvège \| Ineos Grenadiers \| + 1 min 10 s \| \| 10e \| Paul Seixas \| France \| Decathlon-AG2R La Mondiale \| + 1 min 12 s \| |                      |            |                            |              |
| |                      |            |                            |              |
| Source : ProCyclingStats |                      |            |                            |              |
| Classement de l'étape |                      |            |                            |              |
| Coureur | Coureur              | Pays       | Équipe                     | Temps        |
| 1er | Remco Evenepoel      | Belgique   | Soudal Quick-Step          | 20 min 50 s  |
| 2e | Jonas Vingegaard     | Danemark   | Team Visma \| Lease a Bike | + 21 s       |
| 3e | Matteo Jorgenson     | États-Unis | Team Visma \| Lease a Bike | + 38 s       |
| 4e | Tadej Pogačar        | Slovénie   | UAE Team Emirates XRG      | + 49 s       |
| 5e | Florian Lipowitz     | Allemagne  | Red Bull-Bora-Hansgrohe    | + 57 s       |
| 6e | Mathieu van der Poel | Pays-Bas   | Alpecin-Deceuninck         | + 1 min 02 s |
| 7e | Rémi Cavagna         | France     | Groupama-FDJ               | + 1 min 07 s |
| 8e | Eddie Dunbar         | Irlande    | Team Jayco AlUla           | + 1 min 10 s |
| 9e | Tobias Foss          | Norvège    | Ineos Grenadiers           | + 1 min 10 s |
| 10e | Paul Seixas          | France     | Decathlon-AG2R La Mondiale | + 1 min 12 s |

| \| Classement général \| Classement général \| Classement général \| Classement général \| Classement général \| \| Coureur \| Coureur \| Pays \| Équipe \| Temps \| \| ------------------ \| -------------------- \| ------------------ \| -------------------------- \| ------------------ \| \| 1er \| Remco Evenepoel \| Belgique \| Soudal Quick-Step \| 14 h 31 min 08 s \| \| 2e \| Florian Lipowitz \| Allemagne \| Red Bull-Bora-Hansgrohe \| + 4 s \| \| 3e \| Iván Romeo \| Espagne \| Movistar Team \| + 9 s \| \| 4e \| Mathieu van der Poel \| Pays-Bas \| Alpecin-Deceuninck \| + 14 s \| \| 5e \| Jonas Vingegaard \| Danemark \| Team Visma \\| Lease a Bike \| + 16 s \| \| 6e \| Eddie Dunbar \| Irlande \| Team Jayco AlUla \| + 30 s \| \| 7e \| Harold Tejada \| Colombie \| XDS Astana Team \| + 30 s \| \| 8e \| Tadej Pogačar \| Slovénie \| UAE Team Emirates XRG \| + 38 s \| \| 9e \| Matteo Jorgenson \| États-Unis \| Team Visma \\| Lease a Bike \| + 39 s \| \| 10e \| Louis Barré \| France \| Intermarché-Wanty \| + 1 min 03 s \| |                      |            |                            |                  |
| |                      |            |                            |                  |
| Source : ProCyclingStats |                      |            |                            |                  |
| Classement général |                      |            |                            |                  |
| Coureur | Coureur              | Pays       | Équipe                     | Temps            |
| 1er | Remco Evenepoel      | Belgique   | Soudal Quick-Step          | 14 h 31 min 08 s |
| 2e | Florian Lipowitz     | Allemagne  | Red Bull-Bora-Hansgrohe    | + 4 s            |
| 3e | Iván Romeo           | Espagne    | Movistar Team              | + 9 s            |
| 4e | Mathieu van der Poel | Pays-Bas   | Alpecin-Deceuninck         | + 14 s           |
| 5e | Jonas Vingegaard     | Danemark   | Team Visma \| Lease a Bike | + 16 s           |
| 6e | Eddie Dunbar         | Irlande    | Team Jayco AlUla           | + 30 s           |
| 7e | Harold Tejada        | Colombie   | XDS Astana Team            | + 30 s           |
| 8e | Tadej Pogačar        | Slovénie   | UAE Team Emirates XRG      | + 38 s           |
| 9e | Matteo Jorgenson     | États-Unis | Team Visma \| Lease a Bike | + 39 s           |
| 10e | Louis Barré          | France     | Intermarché-Wanty          | + 1 min 03 s     |

Entre Charmes-sur-Rhône et Soyons :
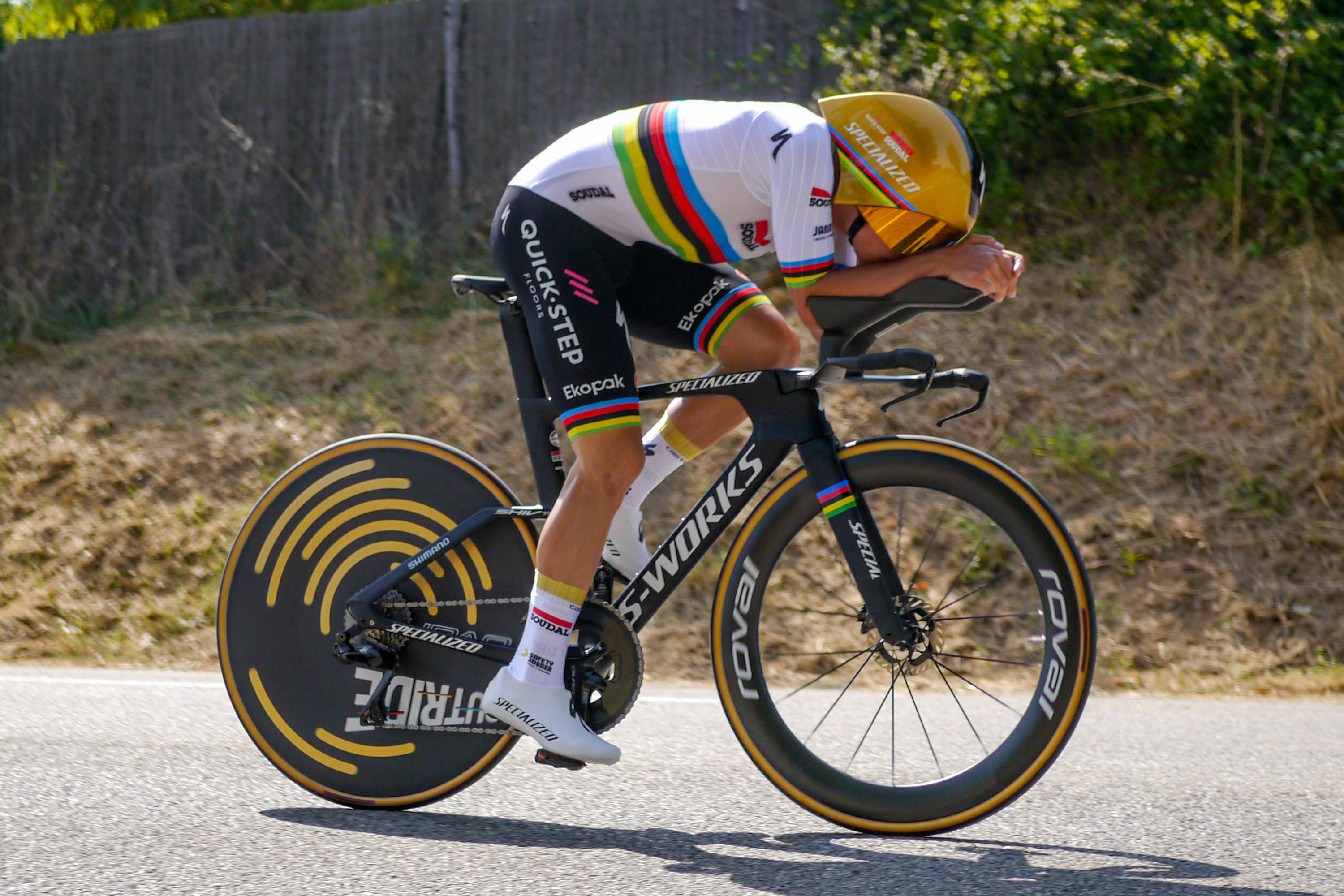
Remco Evenepoel et son maillot de champion du monde.
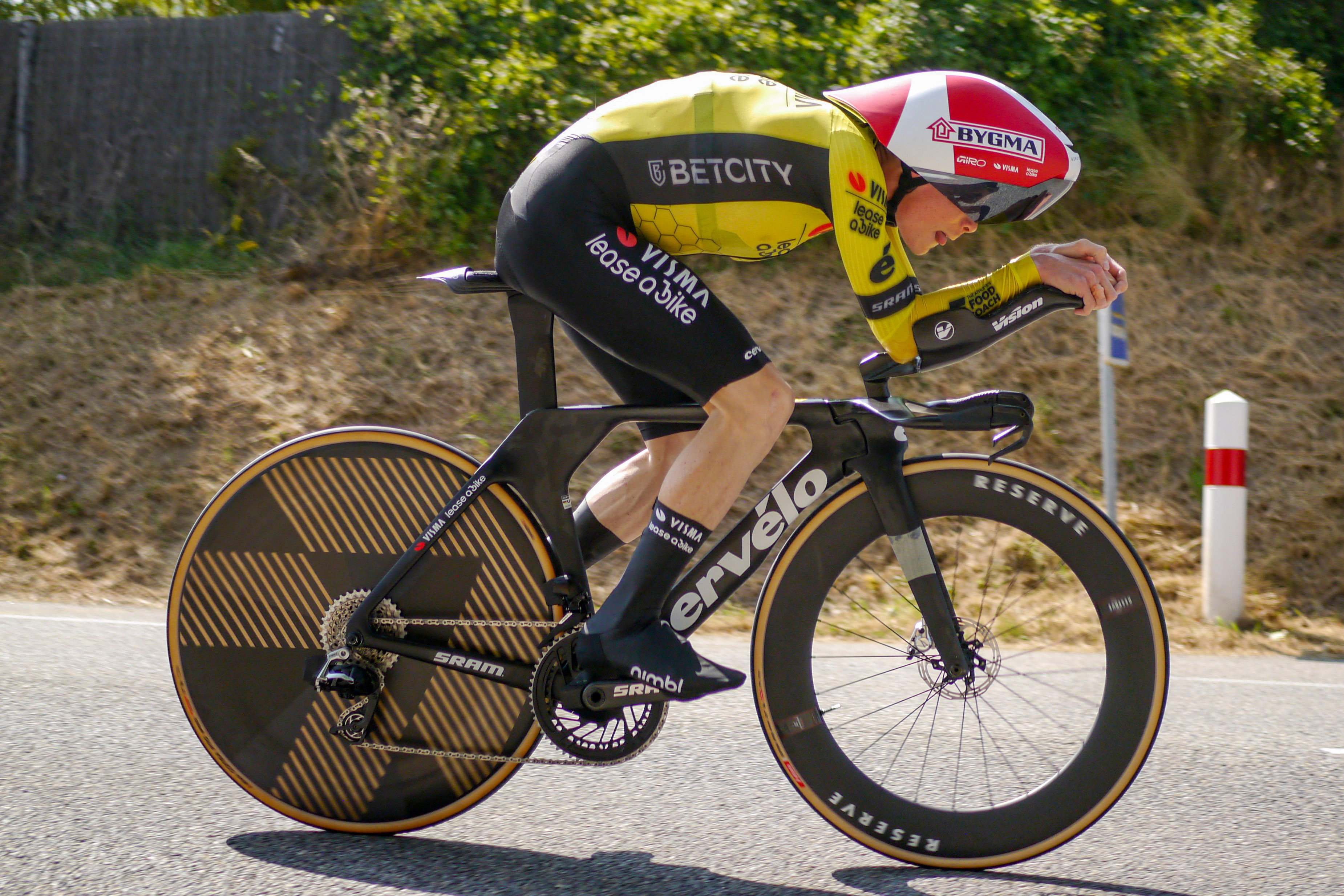
Jonas Vingegaard.
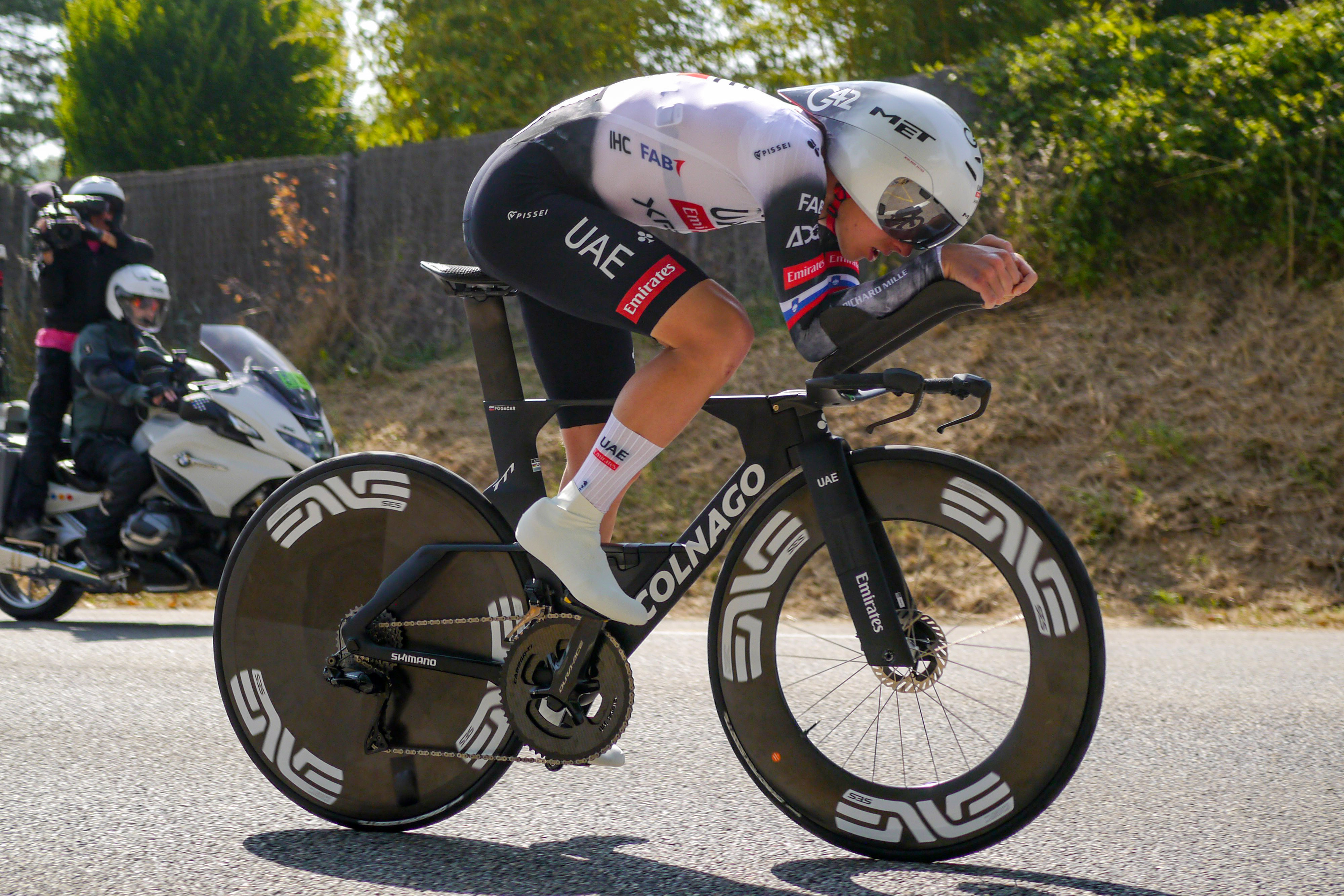
Tadej Pogačar.
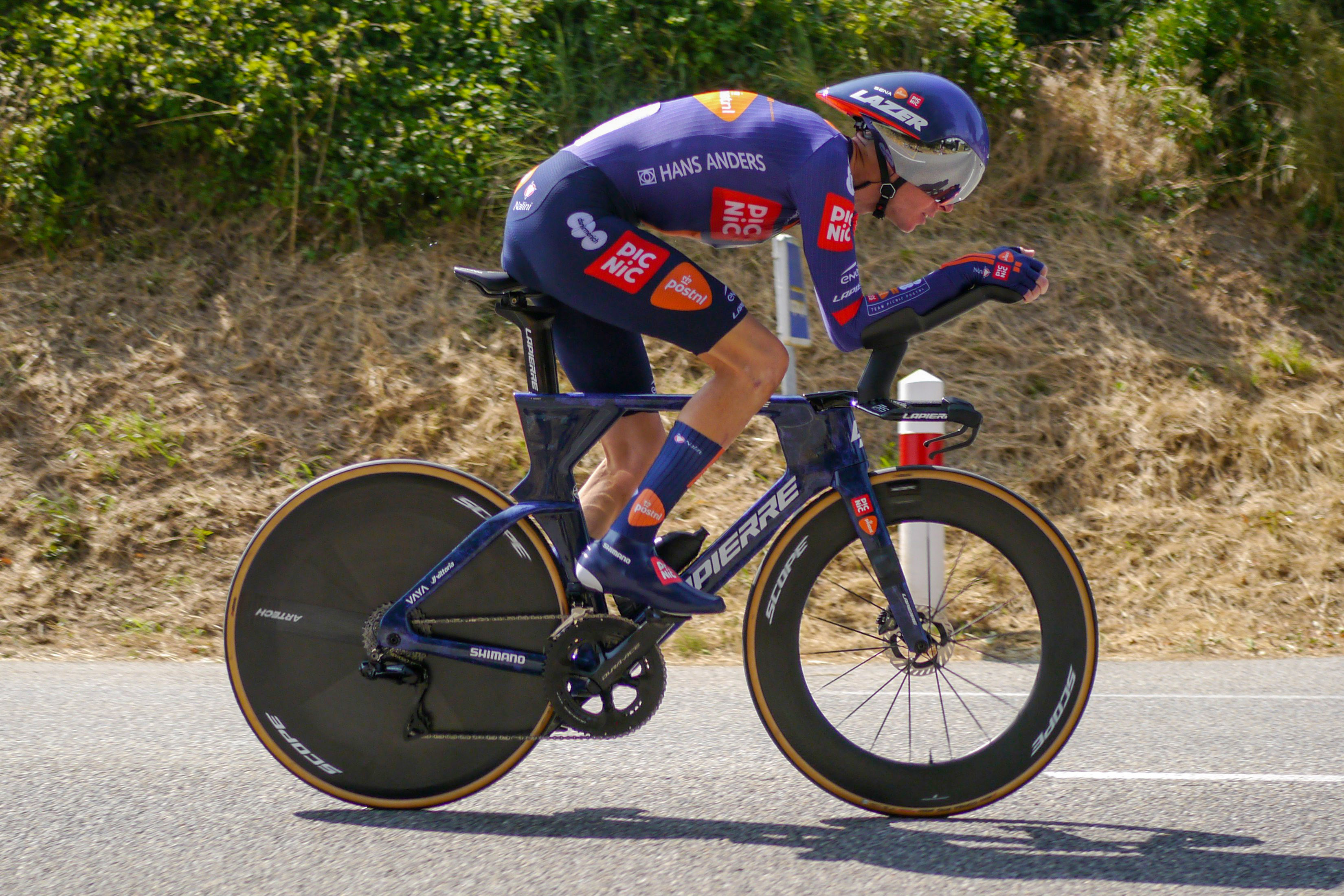
Dernier contre-la-montre de Romain Bardet en tant que professionnel.

### 5eétape
| \| Classement de l'étape \| Classement de l'étape \| Classement de l'étape \| Classement de l'étape \| Classement de l'étape \| \| Coureur \| Coureur \| Pays \| Équipe \| Temps \| \| --------------------- \| --------------------- \| --------------------- \| -------------------------- \| --------------------- \| \| 1er \| Jake Stewart \| Royaume-Uni \| Israel-Premier Tech \| 4 h 03 min 46 s \| \| 2e \| Axel Laurance \| France \| Ineos Grenadiers \| + 0 s \| \| 3e \| Søren Wærenskjold \| Norvège \| Uno-X Mobility \| + 0 s \| \| 4e \| Laurence Pithie \| Nouvelle-Zélande \| Red Bull-Bora-Hansgrohe \| + 0 s \| \| 5e \| Jonathan Milan \| Italie \| Lidl-Trek \| + 0 s \| \| 6e \| Paul Penhoët \| France \| Groupama-FDJ \| + 0 s \| \| 7e \| Émilien Jeannière \| France \| Team TotalEnergies \| + 0 s \| \| 8e \| Fred Wright \| Royaume-Uni \| Bahrain Victorious \| + 0 s \| \| 9e \| Mathieu van der Poel \| Pays-Bas \| Alpecin-Deceuninck \| + 0 s \| \| 10e \| Bastien Tronchon \| France \| Decathlon-AG2R La Mondiale \| + 0 s \| |                      |                  |                            |                 |
| |                      |                  |                            |                 |
| Source : ProCyclingStats |                      |                  |                            |                 |
| Classement de l'étape |                      |                  |                            |                 |
| Coureur | Coureur              | Pays             | Équipe                     | Temps           |
| 1er | Jake Stewart         | Royaume-Uni      | Israel-Premier Tech        | 4 h 03 min 46 s |
| 2e | Axel Laurance        | France           | Ineos Grenadiers           | + 0 s           |
| 3e | Søren Wærenskjold    | Norvège          | Uno-X Mobility             | + 0 s           |
| 4e | Laurence Pithie      | Nouvelle-Zélande | Red Bull-Bora-Hansgrohe    | + 0 s           |
| 5e | Jonathan Milan       | Italie           | Lidl-Trek                  | + 0 s           |
| 6e | Paul Penhoët         | France           | Groupama-FDJ               | + 0 s           |
| 7e | Émilien Jeannière    | France           | Team TotalEnergies         | + 0 s           |
| 8e | Fred Wright          | Royaume-Uni      | Bahrain Victorious         | + 0 s           |
| 9e | Mathieu van der Poel | Pays-Bas         | Alpecin-Deceuninck         | + 0 s           |
| 10e | Bastien Tronchon     | France           | Decathlon-AG2R La Mondiale | + 0 s           |

| \| Classement général \| Classement général \| Classement général \| Classement général \| Classement général \| \| Coureur \| Coureur \| Pays \| Équipe \| Temps \| \| ------------------ \| -------------------- \| ------------------ \| -------------------------- \| ------------------ \| \| 1er \| Remco Evenepoel \| Belgique \| Soudal Quick-Step \| 18 h 34 min 54 s \| \| 2e \| Florian Lipowitz \| Allemagne \| Red Bull-Bora-Hansgrohe \| + 4 s \| \| 3e \| Mathieu van der Poel \| Pays-Bas \| Alpecin-Deceuninck \| + 14 s \| \| 4e \| Jonas Vingegaard \| Danemark \| Team Visma \\| Lease a Bike \| + 16 s \| \| 5e \| Eddie Dunbar \| Irlande \| Team Jayco AlUla \| + 30 s \| \| 6e \| Iván Romeo \| Espagne \| Movistar Team \| + 31 s \| \| 7e \| Tadej Pogačar \| Slovénie \| UAE Team Emirates XRG \| + 38 s \| \| 8e \| Matteo Jorgenson \| États-Unis \| Team Visma \\| Lease a Bike \| + 39 s \| \| 9e \| Fred Wright \| Royaume-Uni \| Bahrain Victorious \| + 1 min 16 s \| \| 10e \| Alexey Lutsenko \| Kazakhstan \| Israel-Premier Tech \| + 1 min 24 s \| |                      |             |                            |                  |
| |                      |             |                            |                  |
| Source : ProCyclingStats |                      |             |                            |                  |
| Classement général |                      |             |                            |                  |
| Coureur | Coureur              | Pays        | Équipe                     | Temps            |
| 1er | Remco Evenepoel      | Belgique    | Soudal Quick-Step          | 18 h 34 min 54 s |
| 2e | Florian Lipowitz     | Allemagne   | Red Bull-Bora-Hansgrohe    | + 4 s            |
| 3e | Mathieu van der Poel | Pays-Bas    | Alpecin-Deceuninck         | + 14 s           |
| 4e | Jonas Vingegaard     | Danemark    | Team Visma \| Lease a Bike | + 16 s           |
| 5e | Eddie Dunbar         | Irlande     | Team Jayco AlUla           | + 30 s           |
| 6e | Iván Romeo           | Espagne     | Movistar Team              | + 31 s           |
| 7e | Tadej Pogačar        | Slovénie    | UAE Team Emirates XRG      | + 38 s           |
| 8e | Matteo Jorgenson     | États-Unis  | Team Visma \| Lease a Bike | + 39 s           |
| 9e | Fred Wright          | Royaume-Uni | Bahrain Victorious         | + 1 min 16 s     |
| 10e | Alexey Lutsenko      | Kazakhstan  | Israel-Premier Tech        | + 1 min 24 s     |

### 6eétape
| \| Classement de l'étape \| Classement de l'étape \| Classement de l'étape \| Classement de l'étape \| Classement de l'étape \| \| Coureur \| Coureur \| Pays \| Équipe \| Temps \| \| --------------------- \| --------------------- \| --------------------- \| -------------------------- \| --------------------- \| \| 1er \| Tadej Pogačar \| Slovénie \| UAE Team Emirates XRG \| 2 h 59 min 46 s \| \| 2e \| Jonas Vingegaard \| Danemark \| Team Visma \\| Lease a Bike \| + 1 min 01 s \| \| 3e \| Florian Lipowitz \| Allemagne \| Red Bull-Bora-Hansgrohe \| + 1 min 22 s \| \| 4e \| Matteo Jorgenson \| États-Unis \| Team Visma \\| Lease a Bike \| + 1 min 30 s \| \| 5e \| Remco Evenepoel \| Belgique \| Soudal Quick-Step \| + 1 min 50 s \| \| 6e \| Alex Baudin \| France \| EF Education-EasyPost \| + 1 min 56 s \| \| 7e \| Tobias Johannessen \| Norvège \| Uno-X Mobility \| + 2 min 03 s \| \| 8e \| Louis Barré \| France \| Intermarché-Wanty \| + 2 min 04 s \| \| 9e \| Ben Tulett \| Royaume-Uni \| Team Visma \\| Lease a Bike \| + 2 min 04 s \| \| 10e \| Paul Seixas \| France \| Decathlon-AG2R La Mondiale \| + 2 min 04 s \| |                    |             |                            |                 |
| |                    |             |                            |                 |
| Sources : ProCyclingStats Cycling Quotient |                    |             |                            |                 |
| Classement de l'étape |                    |             |                            |                 |
| Coureur | Coureur            | Pays        | Équipe                     | Temps           |
| 1er | Tadej Pogačar      | Slovénie    | UAE Team Emirates XRG      | 2 h 59 min 46 s |
| 2e | Jonas Vingegaard   | Danemark    | Team Visma \| Lease a Bike | + 1 min 01 s    |
| 3e | Florian Lipowitz   | Allemagne   | Red Bull-Bora-Hansgrohe    | + 1 min 22 s    |
| 4e | Matteo Jorgenson   | États-Unis  | Team Visma \| Lease a Bike | + 1 min 30 s    |
| 5e | Remco Evenepoel    | Belgique    | Soudal Quick-Step          | + 1 min 50 s    |
| 6e | Alex Baudin        | France      | EF Education-EasyPost      | + 1 min 56 s    |
| 7e | Tobias Johannessen | Norvège     | Uno-X Mobility             | + 2 min 03 s    |
| 8e | Louis Barré        | France      | Intermarché-Wanty          | + 2 min 04 s    |
| 9e | Ben Tulett         | Royaume-Uni | Team Visma \| Lease a Bike | + 2 min 04 s    |
| 10e | Paul Seixas        | France      | Decathlon-AG2R La Mondiale | + 2 min 04 s    |

| \| Classement général \| Classement général \| Classement général \| Classement général \| Classement général \| \| Coureur \| Coureur \| Pays \| Équipe \| Temps \| \| ------------------ \| ------------------ \| ------------------ \| -------------------------- \| ------------------ \| \| 1er \| Tadej Pogačar \| Slovénie \| UAE Team Emirates XRG \| 21 h 35 min 08 s \| \| 2e \| Jonas Vingegaard \| Danemark \| Team Visma \\| Lease a Bike \| + 43 s \| \| 3e \| Florian Lipowitz \| Allemagne \| Red Bull-Bora-Hansgrohe \| + 54 s \| \| 4e \| Remco Evenepoel \| Belgique \| Soudal Quick-Step \| + 1 min 22 s \| \| 5e \| Matteo Jorgenson \| États-Unis \| Team Visma \\| Lease a Bike \| + 1 min 41 s \| \| 6e \| Eddie Dunbar \| Irlande \| Team Jayco AlUla \| + 2 min 28 s \| \| 7e \| Louis Barré \| France \| Intermarché-Wanty \| + 2 min 39 s \| \| 8e \| Paul Seixas \| France \| Decathlon-AG2R La Mondiale \| + 2 min 49 s \| \| 9e \| Tobias Johannessen \| Norvège \| Uno-X Mobility \| + 3 min 21 s \| \| 10e \| Ben Tulett \| Royaume-Uni \| Team Visma \\| Lease a Bike \| + 3 min 26 s \| |                    |             |                            |                  |
| |                    |             |                            |                  |
| Sources : ProCyclingStats Cycling Quotient |                    |             |                            |                  |
| Classement général |                    |             |                            |                  |
| Coureur | Coureur            | Pays        | Équipe                     | Temps            |
| 1er | Tadej Pogačar      | Slovénie    | UAE Team Emirates XRG      | 21 h 35 min 08 s |
| 2e | Jonas Vingegaard   | Danemark    | Team Visma \| Lease a Bike | + 43 s           |
| 3e | Florian Lipowitz   | Allemagne   | Red Bull-Bora-Hansgrohe    | + 54 s           |
| 4e | Remco Evenepoel    | Belgique    | Soudal Quick-Step          | + 1 min 22 s     |
| 5e | Matteo Jorgenson   | États-Unis  | Team Visma \| Lease a Bike | + 1 min 41 s     |
| 6e | Eddie Dunbar       | Irlande     | Team Jayco AlUla           | + 2 min 28 s     |
| 7e | Louis Barré        | France      | Intermarché-Wanty          | + 2 min 39 s     |
| 8e | Paul Seixas        | France      | Decathlon-AG2R La Mondiale | + 2 min 49 s     |
| 9e | Tobias Johannessen | Norvège     | Uno-X Mobility             | + 3 min 21 s     |
| 10e | Ben Tulett         | Royaume-Uni | Team Visma \| Lease a Bike | + 3 min 26 s     |

### 7eétape
| \| Classement de l'étape \| Classement de l'étape \| Classement de l'étape \| Classement de l'étape \| Classement de l'étape \| \| Coureur \| Coureur \| Pays \| Équipe \| Temps \| \| --------------------- \| ------------------------- \| --------------------- \| -------------------------- \| --------------------- \| \| 1er \| Tadej Pogačar \| Slovénie \| UAE Team Emirates XRG \| 4 h 10 min 00 s \| \| 2e \| Jonas Vingegaard \| Danemark \| Team Visma \\| Lease a Bike \| + 14 s \| \| 3e \| Florian Lipowitz \| Allemagne \| Red Bull-Bora-Hansgrohe \| + 1 min 21 s \| \| 4e \| Tobias Johannessen \| Norvège \| Uno-X Mobility \| + 2 min 26 s \| \| 5e \| Remco Evenepoel \| Belgique \| Soudal Quick-Step \| + 2 min 36 s \| \| 6e \| Ben Tulett \| Royaume-Uni \| Team Visma \\| Lease a Bike \| + 3 min 48 s \| \| 7e \| Enric Mas \| Espagne \| Movistar Team \| + 3 min 48 s \| \| 8e \| Emanuel Buchmann \| Allemagne \| Cofidis \| + 3 min 50 s \| \| 9e \| Carlos Rodríguez \| Espagne \| Ineos Grenadiers \| + 3 min 50 s \| \| 10e \| Guillaume Martin-Guyonnet \| France \| Groupama-FDJ \| + 3 min 50 s \| |                           |             |                            |                 |
| |                           |             |                            |                 |
| Source : ProCyclingStats |                           |             |                            |                 |
| Classement de l'étape |                           |             |                            |                 |
| Coureur | Coureur                   | Pays        | Équipe                     | Temps           |
| 1er | Tadej Pogačar             | Slovénie    | UAE Team Emirates XRG      | 4 h 10 min 00 s |
| 2e | Jonas Vingegaard          | Danemark    | Team Visma \| Lease a Bike | + 14 s          |
| 3e | Florian Lipowitz          | Allemagne   | Red Bull-Bora-Hansgrohe    | + 1 min 21 s    |
| 4e | Tobias Johannessen        | Norvège     | Uno-X Mobility             | + 2 min 26 s    |
| 5e | Remco Evenepoel           | Belgique    | Soudal Quick-Step          | + 2 min 36 s    |
| 6e | Ben Tulett                | Royaume-Uni | Team Visma \| Lease a Bike | + 3 min 48 s    |
| 7e | Enric Mas                 | Espagne     | Movistar Team              | + 3 min 48 s    |
| 8e | Emanuel Buchmann          | Allemagne   | Cofidis                    | + 3 min 50 s    |
| 9e | Carlos Rodríguez          | Espagne     | Ineos Grenadiers           | + 3 min 50 s    |
| 10e | Guillaume Martin-Guyonnet | France      | Groupama-FDJ               | + 3 min 50 s    |

| \| Classement général \| Classement général \| Classement général \| Classement général \| Classement général \| \| Coureur \| Coureur \| Pays \| Équipe \| Temps \| \| ------------------ \| ------------------ \| ------------------ \| -------------------------- \| ------------------ \| \| 1er \| Tadej Pogačar \| Slovénie \| UAE Team Emirates XRG \| 25 h 44 min 58 s \| \| 2e \| Jonas Vingegaard \| Danemark \| Team Visma \\| Lease a Bike \| + 1 min 01 s \| \| 3e \| Florian Lipowitz \| Allemagne \| Red Bull-Bora-Hansgrohe \| + 2 min 21 s \| \| 4e \| Remco Evenepoel \| Belgique \| Soudal Quick-Step \| + 4 min 11 s \| \| 5e \| Tobias Johannessen \| Norvège \| Uno-X Mobility \| + 5 min 55 s \| \| 6e \| Paul Seixas \| France \| Decathlon-AG2R La Mondiale \| + 6 min 50 s \| \| 7e \| Matteo Jorgenson \| États-Unis \| Team Visma \\| Lease a Bike \| + 7 min 18 s \| \| 8e \| Ben Tulett \| Royaume-Uni \| Team Visma \\| Lease a Bike \| + 7 min 24 s \| \| 9e \| Carlos Rodríguez \| Espagne \| Ineos Grenadiers \| + 7 min 41 s \| \| 10e \| Enric Mas \| Espagne \| Movistar Team \| + 7 min 43 s \| |                    |             |                            |                  |
| |                    |             |                            |                  |
| Source : ProCyclingStats |                    |             |                            |                  |
| Classement général |                    |             |                            |                  |
| Coureur | Coureur            | Pays        | Équipe                     | Temps            |
| 1er | Tadej Pogačar      | Slovénie    | UAE Team Emirates XRG      | 25 h 44 min 58 s |
| 2e | Jonas Vingegaard   | Danemark    | Team Visma \| Lease a Bike | + 1 min 01 s     |
| 3e | Florian Lipowitz   | Allemagne   | Red Bull-Bora-Hansgrohe    | + 2 min 21 s     |
| 4e | Remco Evenepoel    | Belgique    | Soudal Quick-Step          | + 4 min 11 s     |
| 5e | Tobias Johannessen | Norvège     | Uno-X Mobility             | + 5 min 55 s     |
| 6e | Paul Seixas        | France      | Decathlon-AG2R La Mondiale | + 6 min 50 s     |
| 7e | Matteo Jorgenson   | États-Unis  | Team Visma \| Lease a Bike | + 7 min 18 s     |
| 8e | Ben Tulett         | Royaume-Uni | Team Visma \| Lease a Bike | + 7 min 24 s     |
| 9e | Carlos Rodríguez   | Espagne     | Ineos Grenadiers           | + 7 min 41 s     |
| 10e | Enric Mas          | Espagne     | Movistar Team              | + 7 min 43 s     |

### 8eétape
| \| Classement de l'étape \| Classement de l'étape \| Classement de l'étape \| Classement de l'étape \| Classement de l'étape \| \| Coureur \| Coureur \| Pays \| Équipe \| Temps \| \| --------------------- \| --------------------- \| --------------------- \| -------------------------- \| --------------------- \| \| 1er \| Lenny Martinez \| France \| Bahrain Victorious \| 3 h 34 min 18 s \| \| 2e \| Jonas Vingegaard \| Danemark \| Team Visma \\| Lease a Bike \| + 34 s \| \| 3e \| Tadej Pogačar \| Slovénie \| UAE Team Emirates XRG \| + 34 s \| \| 4e \| Matteo Jorgenson \| États-Unis \| Team Visma \\| Lease a Bike \| + 40 s \| \| 5e \| Remco Evenepoel \| Belgique \| Soudal Quick-Step \| + 40 s \| \| 6e \| Enric Mas \| Espagne \| Movistar Team \| + 45 s \| \| 7e \| Florian Lipowitz \| Allemagne \| Red Bull-Bora-Hansgrohe \| + 47 s \| \| 8e \| Tobias Johannessen \| Norvège \| Uno-X Mobility \| + 47 s \| \| 9e \| Ben Healy \| Irlande \| EF Education-EasyPost \| + 1 min 01 s \| \| 10e \| Sepp Kuss \| États-Unis \| Team Visma \\| Lease a Bike \| + 1 min 01 s \| |                    |            |                            |                 |
| |                    |            |                            |                 |
| Source : ProCyclingStats |                    |            |                            |                 |
| Classement de l'étape |                    |            |                            |                 |
| Coureur | Coureur            | Pays       | Équipe                     | Temps           |
| 1er | Lenny Martinez     | France     | Bahrain Victorious         | 3 h 34 min 18 s |
| 2e | Jonas Vingegaard   | Danemark   | Team Visma \| Lease a Bike | + 34 s          |
| 3e | Tadej Pogačar      | Slovénie   | UAE Team Emirates XRG      | + 34 s          |
| 4e | Matteo Jorgenson   | États-Unis | Team Visma \| Lease a Bike | + 40 s          |
| 5e | Remco Evenepoel    | Belgique   | Soudal Quick-Step          | + 40 s          |
| 6e | Enric Mas          | Espagne    | Movistar Team              | + 45 s          |
| 7e | Florian Lipowitz   | Allemagne  | Red Bull-Bora-Hansgrohe    | + 47 s          |
| 8e | Tobias Johannessen | Norvège    | Uno-X Mobility             | + 47 s          |
| 9e | Ben Healy          | Irlande    | EF Education-EasyPost      | + 1 min 01 s    |
| 10e | Sepp Kuss          | États-Unis | Team Visma \| Lease a Bike | + 1 min 01 s    |

## Classements

### Classement général
| \| Classement général \| Classement général \| Classement général \| Classement général \| Classement général \| \| Coureur \| Coureur \| Pays \| Équipe \| Temps \| \| ------------------ \| ------------------------- \| ------------------ \| -------------------------- \| ------------------ \| \| 1er \| Tadej Pogačar \| Slovénie \| UAE Team Emirates XRG \| 29 h 19 min 46 s \| \| 2e \| Jonas Vingegaard \| Danemark \| Team Visma \\| Lease a Bike \| + 59 s \| \| 3e \| Florian Lipowitz \| Allemagne \| Red Bull-Bora-Hansgrohe \| + 2 min 38 s \| \| 4e \| Remco Evenepoel \| Belgique \| Soudal Quick-Step \| + 4 min 12 s \| \| 5e \| Tobias Johannessen \| Norvège \| Uno-X Mobility \| + 6 min 12 s \| \| 6e \| Matteo Jorgenson \| États-Unis \| Team Visma \\| Lease a Bike \| + 7 min 28 s \| \| 7e \| Enric Mas \| Espagne \| Movistar Team \| + 7 min 57 s \| \| 8e \| Paul Seixas \| France \| Decathlon-AG2R La Mondiale \| + 8 min 25 s \| \| 9e \| Carlos Rodríguez \| Espagne \| Ineos Grenadiers \| + 8 min 57 s \| \| 10e \| Guillaume Martin-Guyonnet \| France \| Groupama-FDJ \| + 10 min 01 s \| |                           |            |                            |                  |
| |                           |            |                            |                  |
| Sources : ProCyclingStats Cycling Quotient |                           |            |                            |                  |
| Classement général |                           |            |                            |                  |
| Coureur | Coureur                   | Pays       | Équipe                     | Temps            |
| 1er | Tadej Pogačar             | Slovénie   | UAE Team Emirates XRG      | 29 h 19 min 46 s |
| 2e | Jonas Vingegaard          | Danemark   | Team Visma \| Lease a Bike | + 59 s           |
| 3e | Florian Lipowitz          | Allemagne  | Red Bull-Bora-Hansgrohe    | + 2 min 38 s     |
| 4e | Remco Evenepoel           | Belgique   | Soudal Quick-Step          | + 4 min 12 s     |
| 5e | Tobias Johannessen        | Norvège    | Uno-X Mobility             | + 6 min 12 s     |
| 6e | Matteo Jorgenson          | États-Unis | Team Visma \| Lease a Bike | + 7 min 28 s     |
| 7e | Enric Mas                 | Espagne    | Movistar Team              | + 7 min 57 s     |
| 8e | Paul Seixas               | France     | Decathlon-AG2R La Mondiale | + 8 min 25 s     |
| 9e | Carlos Rodríguez          | Espagne    | Ineos Grenadiers           | + 8 min 57 s     |
| 10e | Guillaume Martin-Guyonnet | France     | Groupama-FDJ               | + 10 min 01 s    |

| Classement par points | Classement par points | Classement par points | Classement par points      | Classement par points |
| Coureur               | Coureur               | Pays                  | Équipe                     | Points                |
| --------------------- | --------------------- | --------------------- | -------------------------- | --------------------- |
| 1er                   | Tadej Pogačar         | Slovénie              | UAE Team Emirates XRG      | 79 pts                |
| 2e                    | Mathieu van der Poel  | Pays-Bas              | Alpecin-Deceuninck         | 79 pts                |
| 3e                    | Jonas Vingegaard      | Danemark              | Team Visma \| Lease a Bike | 70 pts                |
| 4e                    | Remco Evenepoel       | Belgique              | Soudal Quick-Step          | 55 pts                |
| 5e                    | Florian Lipowitz      | Allemagne             | Red Bull-Bora-Hansgrohe    | 48 pts                |
| 6e                    | Jonathan Milan        | Italie                | Lidl-Trek                  | 41 pts                |
| 7e                    | Axel Laurance         | France                | Ineos Grenadiers           | 36 pts                |
| 8e                    | Louis Barré           | France                | Intermarché-Wanty          | 33 pts                |
| 9e                    | Bastien Tronchon      | France                | Decathlon-AG2R La Mondiale | 32 pts                |
| 10e                   | Fred Wright           | Royaume-Uni           | Bahrain Victorious         | 32 pts                |

| Classement par points | Classement par points | Classement par points | Classement par points      | Classement par points |
| Coureur               | Coureur               | Pays                  | Équipe                     | Points                |
| --------------------- | --------------------- | --------------------- | -------------------------- | --------------------- |
| 1er                   | Tadej Pogačar         | Slovénie              | UAE Team Emirates XRG      | 79 pts                |
| 2e                    | Mathieu van der Poel  | Pays-Bas              | Alpecin-Deceuninck         | 79 pts                |
| 3e                    | Jonas Vingegaard      | Danemark              | Team Visma \| Lease a Bike | 70 pts                |
| 4e                    | Remco Evenepoel       | Belgique              | Soudal Quick-Step          | 55 pts                |
| 5e                    | Florian Lipowitz      | Allemagne             | Red Bull-Bora-Hansgrohe    | 48 pts                |
| 6e                    | Jonathan Milan        | Italie                | Lidl-Trek                  | 41 pts                |
| 7e                    | Axel Laurance         | France                | Ineos Grenadiers           | 36 pts                |
| 8e                    | Louis Barré           | France                | Intermarché-Wanty          | 33 pts                |
| 9e                    | Bastien Tronchon      | France                | Decathlon-AG2R La Mondiale | 32 pts                |
| 10e                   | Fred Wright           | Royaume-Uni           | Bahrain Victorious         | 32 pts                |

| Classement de la montagne | Classement de la montagne | Classement de la montagne | Classement de la montagne  | Classement de la montagne |
| Coureur                   | Coureur                   | Pays                      | Équipe                     | Points                    |
| ------------------------- | ------------------------- | ------------------------- | -------------------------- | ------------------------- |
| 1er                       | Bruno Armirail            | France                    | Decathlon-AG2R La Mondiale | 36 pts                    |
| 2e                        | Tadej Pogačar             | Slovénie                  | UAE Team Emirates XRG      | 33 pts                    |
| 3e                        | Sergio Higuita            | Colombie                  | XDS Astana Team            | 27 pts                    |
| 4e                        | Jonas Vingegaard          | Danemark                  | Team Visma \| Lease a Bike | 26 pts                    |
| 5e                        | Lenny Martinez            | France                    | Bahrain Victorious         | 23 pts                    |
| 6e                        | Juan Guillermo Martínez   | Colombie                  | Team Picnic-PostNL         | 18 pts                    |
| 7e                        | Romain Bardet             | France                    | Team Picnic-PostNL         | 16 pts                    |
| 8e                        | Florian Lipowitz          | Allemagne                 | Red Bull-Bora-Hansgrohe    | 15 pts                    |
| 9e                        | Mathieu van der Poel      | Pays-Bas                  | Alpecin-Deceuninck         | 14 pts                    |
| 10e                       | Alex Baudin               | France                    | EF Education-EasyPost      | 13 pts                    |

| Classement de la montagne | Classement de la montagne | Classement de la montagne | Classement de la montagne  | Classement de la montagne |
| Coureur                   | Coureur                   | Pays                      | Équipe                     | Points                    |
| ------------------------- | ------------------------- | ------------------------- | -------------------------- | ------------------------- |
| 1er                       | Bruno Armirail            | France                    | Decathlon-AG2R La Mondiale | 36 pts                    |
| 2e                        | Tadej Pogačar             | Slovénie                  | UAE Team Emirates XRG      | 33 pts                    |
| 3e                        | Sergio Higuita            | Colombie                  | XDS Astana Team            | 27 pts                    |
| 4e                        | Jonas Vingegaard          | Danemark                  | Team Visma \| Lease a Bike | 26 pts                    |
| 5e                        | Lenny Martinez            | France                    | Bahrain Victorious         | 23 pts                    |
| 6e                        | Juan Guillermo Martínez   | Colombie                  | Team Picnic-PostNL         | 18 pts                    |
| 7e                        | Romain Bardet             | France                    | Team Picnic-PostNL         | 16 pts                    |
| 8e                        | Florian Lipowitz          | Allemagne                 | Red Bull-Bora-Hansgrohe    | 15 pts                    |
| 9e                        | Mathieu van der Poel      | Pays-Bas                  | Alpecin-Deceuninck         | 14 pts                    |
| 10e                       | Alex Baudin               | France                    | EF Education-EasyPost      | 13 pts                    |

| Classement du meilleur jeune | Classement du meilleur jeune | Classement du meilleur jeune | Classement du meilleur jeune | Classement du meilleur jeune |
| Coureur                      | Coureur                      | Pays                         | Équipe                       | Temps                        |
| ---------------------------- | ---------------------------- | ---------------------------- | ---------------------------- | ---------------------------- |
| 1er                          | Florian Lipowitz             | Allemagne                    | Red Bull-Bora-Hansgrohe      |                              |
| 2e                           | Remco Evenepoel              | Belgique                     | Soudal Quick-Step            | + 1 min 43 s                 |
| 3e                           | Paul Seixas                  | France                       | Decathlon-AG2R La Mondiale   | + 5 min 47 s                 |
| 4e                           | Carlos Rodríguez             | Espagne                      | Ineos Grenadiers             | + 6 min 19 s                 |
| 5e                           | Ben Tulett                   | Royaume-Uni                  | Team Visma \| Lease a Bike   | +                            |
| 6e                           | Mathys Rondel                | France                       | Tudor Pro Cycling Team       | +                            |
| 7e                           | Lenny Martinez               | France                       | Bahrain Victorious           | +                            |
| 8e                           | Louis Barré                  | France                       | Intermarché-Wanty            | + 39 min 25 s                |
| 9e                           | Ben Healy                    | Irlande                      | EF Education-EasyPost        | + 45 min 13 s                |
| 10e                          | Iván Romeo                   | Espagne                      | Movistar Team                | + 46 min 37 s                |

| Classement du meilleur jeune | Classement du meilleur jeune | Classement du meilleur jeune | Classement du meilleur jeune | Classement du meilleur jeune |
| Coureur                      | Coureur                      | Pays                         | Équipe                       | Temps                        |
| ---------------------------- | ---------------------------- | ---------------------------- | ---------------------------- | ---------------------------- |
| 1er                          | Florian Lipowitz             | Allemagne                    | Red Bull-Bora-Hansgrohe      |                              |
| 2e                           | Remco Evenepoel              | Belgique                     | Soudal Quick-Step            | + 1 min 43 s                 |
| 3e                           | Paul Seixas                  | France                       | Decathlon-AG2R La Mondiale   | + 5 min 47 s                 |
| 4e                           | Carlos Rodríguez             | Espagne                      | Ineos Grenadiers             | + 6 min 19 s                 |
| 5e                           | Ben Tulett                   | Royaume-Uni                  | Team Visma \| Lease a Bike   | +                            |
| 6e                           | Mathys Rondel                | France                       | Tudor Pro Cycling Team       | +                            |
| 7e                           | Lenny Martinez               | France                       | Bahrain Victorious           | +                            |
| 8e                           | Louis Barré                  | France                       | Intermarché-Wanty            | + 39 min 25 s                |
| 9e                           | Ben Healy                    | Irlande                      | EF Education-EasyPost        | + 45 min 13 s                |
| 10e                          | Iván Romeo                   | Espagne                      | Movistar Team                | + 46 min 37 s                |

| Classement par équipes | Classement par équipes          | Classement par équipes | Classement par équipes |
| Équipe                 | Équipe                          | Pays                   | Temps                  |
| ---------------------- | ------------------------------- | ---------------------- | ---------------------- |
| 1re                    | Team Visma \| Lease a Bike      | Pays-Bas               | 88 h 16 min 04 s       |
| 2e                     | Decathlon AG2R La Mondiale Team | France                 | + 39 min 05 s          |
| 3e                     | Bahrain-Victorious              | Bahreïn                | + 49 min 21 s          |
| 4e                     | Red Bull-BORA-hansgrohe         | Allemagne              | + 51 min 22 s          |
| 5e                     | UAE Team Emirates XRG           | Émirats arabes unis    | + 51 min 46 s          |

| Classement par équipes | Classement par équipes          | Classement par équipes | Classement par équipes |
| Équipe                 | Équipe                          | Pays                   | Temps                  |
| ---------------------- | ------------------------------- | ---------------------- | ---------------------- |
| 1re                    | Team Visma \| Lease a Bike      | Pays-Bas               | 88 h 16 min 04 s       |
| 2e                     | Decathlon AG2R La Mondiale Team | France                 | + 39 min 05 s          |
| 3e                     | Bahrain-Victorious              | Bahreïn                | + 49 min 21 s          |
| 4e                     | Red Bull-BORA-hansgrohe         | Allemagne              | + 51 min 22 s          |
| 5e                     | UAE Team Emirates XRG           | Émirats arabes unis    | + 51 min 46 s          |

## Classements UCI
La course attribue des points au Classement mondial UCI 2024 selon le barème suivant :
| Position           | 1er | 2e  | 3e  | 4e  | 5e  | 6e  | 7e  | 8e  | 9e  | 10e | 11e | 12e | 13e | 14e | 15e | 16e à 20e | 21e à 30e | 31e à 50e | 51e à 55e | 56e à 60e |
| Classement général | 500 | 400 | 325 | 275 | 225 | 175 | 150 | 125 | 100 | 80  | 70  | 60  | 50  | 40  | 35  | 30        | 20        | 10        | 5         | 3         |
| Par étapes         | 60  | 40  | 30  | 25  | 20  | 15  | 10  | 8   | 5   | 2   |     |     |     |     |     |           |           |           |           |           |
| Leader             | 10  |     |     |     |     |     |     |     |     |     |     |     |     |     |     |           |           |           |           |           |

## Évolution des classements
| Étape              |                             | Vainqueur _     | Classement général | Classement par points | Meilleur grimpeur | Meilleur jeune   | Super-combatif       | Meilleure équipe           |
| ------------------ | --------------------------- | --------------- | ------------------ | --------------------- | ----------------- | ---------------- | -------------------- | -------------------------- |
| 1re étape          | étape vallonnée             | Tadej Pogačar   | Tadej Pogačar      | Tadej Pogačar         | Paul Ourselin     | Remco Evenepoel  | Pierre Thierry       | Team Visma \| Lease a Bike |
| 2e étape           | étape vallonnée             | Jonathan Milan  | Jonathan Milan     | Mathieu van der Poel  | Paul Ourselin     | Jonathan Milan   | Paul Ourselin        | Team Visma \| Lease a Bike |
| 3e étape           | étape vallonnée             | Iván Romeo      | Iván Romeo         | Mathieu van der Poel  | Paul Ourselin     | Iván Romeo       | Mathieu van der Poel | Movistar Team              |
| 4e étape           | contre-la-montre individuel | Remco Evenepoel | Remco Evenepoel    | Mathieu van der Poel  | Paul Ourselin     | Remco Evenepoel  | non attribué         | Team Visma \| Lease a Bike |
| 5e étape           | étape vallonnée             | Jake Stewart    | Remco Evenepoel    | Mathieu van der Poel  | Paul Ourselin     | Remco Evenepoel  | Benjamin Thomas      | Team Visma \| Lease a Bike |
| 6e étape           | étape de moyenne montagne   | Tadej Pogačar   | Tadej Pogačar      | Mathieu van der Poel  | Alex Baudin       | Florian Lipowitz | Alex Baudin          | Team Visma \| Lease a Bike |
| 7e étape           | étape de montagne           | Tadej Pogačar   | Tadej Pogačar      | Tadej Pogačar         | Tadej Pogačar     | Florian Lipowitz | Romain Bardet        | Team Visma \| Lease a Bike |
| 8e étape           | étape de montagne           | Lenny Martinez  | Tadej Pogačar      | Tadej Pogačar         | Bruno Armirail    | Florian Lipowitz | Mathieu van der Poel | Team Visma \| Lease a Bike |
| Classements finals | Classements finals          |                 | Tadej Pogačar      | Tadej Pogačar         | Bruno Armirail    | Florian Lipowitz | non attribué         | Team Visma \| Lease a Bike |

## Liste des participants
| Légende                             | Légende                                                                                                  | Légende                                | Légende                                                                                                  |
| ----------------------------------- | --- | -------------------------------------- | --- |
| Num                                 | Dossard de départ porté par le coureur sur ce Critérium du Dauphiné                                      | Pos                                    | Position finale au classement général                                                                    |
| Leader du classement général        | Indique le vainqueur du classement général                                                               | Leader du classement par points        | Indique le vainqueur du classement par points                                                            |
| Leader du classement de la montagne | Indique le vainqueur du classement de la montagne                                                        | Leader du classement du meilleur jeune | Indique le vainqueur du classement du meilleur jeune                                                     |
|                                     | Indique un maillot de champion national ou mondial, suivi de sa spécialité                               | #                                      | Indique la meilleure équipe                                                                              |
| NP                                  | Indique un coureur qui n'a pas pris le départ d'une étape, suivi du numéro de l'étape où il s'est retiré | AB                                     | Indique un coureur qui n'a pas terminé une étape, suivi du numéro de l'étape où il s'est retiré          |
| HD                                  | Indique un coureur qui a terminé une étape hors des délais, suivi du numéro de l'étape                   | *                                      | Indique un coureur en lice pour le classement du meilleur jeune (coureurs nés après le 1er janvier 2000) |

| Red Bull-Bora-Hansgrohe RBH                       | Red Bull-Bora-Hansgrohe RBH      | Red Bull-Bora-Hansgrohe RBH |
| ------------------------------------------------- | -------------------------------- | --------------------------- |
| Num                                               | Coureur                          | Pos                         |
| 1                                                 | Maxim Van Gils (BEL)             | 29e                         |
| 2                                                 | Finn Fisher-Black (NZL) (chrono) | 16e                         |
| 3                                                 | Alexander Hajek (AUT) (route)    | 65e                         |
| 4                                                 | Florian Lipowitz (GER)           | 3e                          |
| 5                                                 | Laurence Pithie (NZL)            | 57e                         |
| 6                                                 | Mick van Dijke (NED)             | 111e                        |
| 7                                                 | Ben Zwiehoff (GER)               | 36e                         |
| Directeur sportif : Bernhard Eisel, Roger Hammond |                                  |                             |

| Team Visma \| Lease a Bike TVL                      | Team Visma \| Lease a Bike TVL | Team Visma \| Lease a Bike TVL |
| --------------------------------------------------- | ------------------------------ | ------------------------------ |
| Num                                                 | Coureur                        | Pos                            |
| 11                                                  | Jonas Vingegaard (DEN)         | 2e                             |
| 12                                                  | Victor Campenaerts (BEL)       | 72e                            |
| 13                                                  | Per Strand Hagenes (NOR)       | 78e                            |
| 14                                                  | Matteo Jorgenson (USA)         | 6e                             |
| 15                                                  | Sepp Kuss (USA)                | 13e                            |
| 16                                                  | Ben Tulett (GBR)               | 12e                            |
| 17                                                  | Attila Valter (HUN) (route)    | 110e                           |
| Directeur sportif : Grischa Niermann, Frans Maassen |                                |                                |

| UAE Team Emirates XRG UAD                          | UAE Team Emirates XRG UAD      | UAE Team Emirates XRG UAD |
| -------------------------------------------------- | ------------------------------ | ------------------------- |
| Num                                                | Coureur                        | Pos                       |
| 21                                                 | Tadej Pogačar (SLO) (route)    | 1er                       |
| 22                                                 | Jhonatan Narváez (ECU) (route) | 41e                       |
| 23                                                 | Domen Novak (SLO) (route)      | AB-8                      |
| 24                                                 | Nils Politt (GER)              | 55e                       |
| 25                                                 | Pavel Sivakov (FRA)            | 27e                       |
| 26                                                 | Marc Soler (ESP)               | 88e                       |
| 27                                                 | Tim Wellens (BEL)              | 38e                       |
| Directeur sportif : Andrej Hauptman, Marco Marzano |                                |                           |

| Ineos Grenadiers IGD                                  | Ineos Grenadiers IGD               | Ineos Grenadiers IGD |
| ----------------------------------------------------- | ---------------------------------- | -------------------- |
| Num                                                   | Coureur                            | Pos                  |
| 31                                                    | Carlos Rodríguez (ESP)             | 9e                   |
| 32                                                    | Tobias Foss (NOR)                  | 45e                  |
| 33                                                    | Axel Laurance (FRA)                | 59e                  |
| 34                                                    | Michael Leonard (CAN)              | 70e                  |
| 35                                                    | Óscar Rodríguez Garaicoechea (ESP) | 86e                  |
| 36                                                    | Magnus Sheffield (USA)             | 71e                  |
| 37                                                    | Samuel Watson (GBR)                | 102e                 |
| Directeur sportif : Oliver Cookson, Kurt Asle Arvesen |                                    |                      |

| Soudal Quick-Step SOQ                              | Soudal Quick-Step SOQ          | Soudal Quick-Step SOQ |
| -------------------------------------------------- | ------------------------------ | --------------------- |
| Num                                                | Coureur                        | Pos                   |
| 41                                                 | Remco Evenepoel (BEL) (chrono) | 4e                    |
| 42                                                 | Pascal Eenkhoorn (NED)         | AB-5                  |
| 43                                                 | Valentin Paret-Peintre (FRA)   | 51e                   |
| 44                                                 | Casper Pedersen (DEN)          | AB-8                  |
| 45                                                 | Pepijn Reinderink (NED)        | 122e                  |
| 46                                                 | Maximilian Schachmann (GER)    | 63e                   |
| 47                                                 | Louis Vervaeke (BEL)           | AB-5                  |
| Directeur sportif : Klaas Lodewyck, Dries Devenyns |                                |                       |

| Bahrain Victorious TBV                              | Bahrain Victorious TBV  | Bahrain Victorious TBV |
| --------------------------------------------------- | ----------------------- | ---------------------- |
| Num                                                 | Coureur                 | Pos                    |
| 51                                                  | Lenny Martinez (FRA)    | 28e                    |
| 52                                                  | Santiago Buitrago (COL) | AB-8                   |
| 53                                                  | Kamil Gradek (POL)      | AB-6                   |
| 54                                                  | Jack Haig (AUS)         | 30e                    |
| 55                                                  | Robert Stannard (AUS)   | 105e                   |
| 56                                                  | Torstein Træen (NOR)    | 25e                    |
| 57                                                  | Fred Wright (GBR)       | 79e                    |
| Directeur sportif : Neil Stephens, Xavier Florencio |                         |                        |

| Lidl-Trek LTK                                     | Lidl-Trek LTK                          | Lidl-Trek LTK |
| ------------------------------------------------- | -------------------------------------- | ------------- |
| Num                                               | Coureur                                | Pos           |
| 61                                                | Jonathan Milan (ITA)                   | 113e          |
| 62                                                | Julien Bernard (FRA)                   | 67e           |
| 63                                                | Simone Consonni (ITA)                  | 117e          |
| 64                                                | Amanuel Ghebreigzabhier (ERI) (chrono) | 126e          |
| 65                                                | Toms Skujiņš (LAT)                     | 35e           |
| 66                                                | Jasper Stuyven (BEL)                   | 76e           |
| 67                                                | Edward Theuns (BEL)                    | 119e          |
| Directeur sportif : Steven de Jongh, Grégory Rast |                                        |               |

| Decathlon-AG2R La Mondiale DAT                   | Decathlon-AG2R La Mondiale DAT | Decathlon-AG2R La Mondiale DAT |
| ------------------------------------------------ | ------------------------------ | ------------------------------ |
| Num                                              | Coureur                        | Pos                            |
| 71                                               | Clément Berthet (FRA)          | 24e                            |
| 72                                               | Bruno Armirail (FRA)           | 21e                            |
| 73                                               | Jordan Labrosse (FRA)          | 91e                            |
| 74                                               | Oliver Naesen (BEL)            | 116e                           |
| 75                                               | Aurélien Paret-Peintre (FRA)   | 34e                            |
| 76                                               | Paul Seixas (FRA)              | 8e                             |
| 77                                               | Bastien Tronchon (FRA)         | 53e                            |
| Directeur sportif : Sébastien Joly, Cyril Dessel |                                |                                |

| XDS Astana Team XAT                               | XDS Astana Team XAT             | XDS Astana Team XAT |
| ------------------------------------------------- | ------------------------------- | ------------------- |
| Num                                               | Coureur                         | Pos                 |
| 81                                                | Sergio Higuita (COL)            | 22e                 |
| 82                                                | Yevgeniy Fedorov (KAZ) (chrono) | 114e                |
| 83                                                | Henok Mulubrhan (ERI) (route)   | 68e                 |
| 84                                                | Harold Tejada (COL)             | AB-5                |
| 85                                                | Darren van Bekkum (NED)         | 47e                 |
| 86                                                | Simone Velasco (ITA)            | 69e                 |
| 87                                                | Nicolas Vinokourov (KAZ)        | NP-4                |
| Directeur sportif : Dmitriy Fofonov, Mark Renshaw |                                 |                     |

| EF Education-EasyPost EFE                           | EF Education-EasyPost EFE | EF Education-EasyPost EFE |
| --------------------------------------------------- | ------------------------- | ------------------------- |
| Num                                                 | Coureur                   | Pos                       |
| 91                                                  | Ben Healy (IRL)           | 37e                       |
| 92                                                  | Alex Baudin (FRA)         | 42e                       |
| 93                                                  | Esteban Chaves (COL)      | 20e                       |
| 94                                                  | Alastair Mackellar (AUS)  | 127e                      |
| 95                                                  | Lukas Nerurkar (GBR)      | 62e                       |
| 96                                                  | Archie Ryan (IRL)         | AB-8                      |
| 97                                                  | Michael Valgren (DEN)     | 40e                       |
| Directeur sportif : Charles Wegelius, Andreas Klier |                           |                           |

| Movistar Team MOV                                     | Movistar Team MOV       | Movistar Team MOV |
| ----------------------------------------------------- | ----------------------- | ----------------- |
| Num                                                   | Coureur                 | Pos               |
| 101                                                   | Enric Mas (ESP)         | 7e                |
| 102                                                   | Jorge Arcas (ESP)       | 89e               |
| 103                                                   | Ruben Guerreiro (POR)   | 61e               |
| 104                                                   | Michel Hessmann (GER)   | 77e               |
| 105                                                   | Gregor Mühlberger (AUT) | 16e               |
| 106                                                   | Antonio Pedrero (ESP)   | 80e               |
| 107                                                   | Iván Romeo (ESP)        | 39e               |
| Directeur sportif : José Joaquín Rojas, Xabier Muriel |                         |                   |

| Alpecin-Deceuninck ADC                                    | Alpecin-Deceuninck ADC      | Alpecin-Deceuninck ADC |
| --------------------------------------------------------- | --------------------------- | ---------------------- |
| Num                                                       | Coureur                     | Pos                    |
| 111                                                       | Mathieu van der Poel (NED)  | 58e                    |
| 112                                                       | Tobias Bayer (AUT)          | 106e                   |
| 113                                                       | Lars Boven (NED)            | AB-6                   |
| 114                                                       | Michael Gogl (AUT)          | 120e                   |
| 115                                                       | Xandro Meurisse (BEL)       | 50e                    |
| 116                                                       | Johan Price-Pejtersen (DEN) | AB-5                   |
| 117                                                       | Gianni Vermeersch (BEL)     | 121e                   |
| Directeur sportif : Christoph Roodhooft, Frederik Willems |                             |                        |

| Uno-X Mobility UXM                                                      | Uno-X Mobility UXM               | Uno-X Mobility UXM |
| ----------------------------------------------------------------------- | -------------------------------- | ------------------ |
| Num                                                                     | Coureur                          | Pos                |
| 121                                                                     | Tobias Johannessen (NOR)         | 5e                 |
| 122                                                                     | Magnus Cort Nielsen (DEN)        | 118e               |
| 123                                                                     | Stian Fredheim (NOR)             | 104e               |
| 124                                                                     | Markus Hoelgaard (NOR) (route)   | 73e                |
| 125                                                                     | Andreas Kron (DEN)               | NP-6               |
| 126                                                                     | Andreas Leknessund (NOR)         | 33e                |
| 127                                                                     | Søren Wærenskjold (NOR) (chrono) | 128e               |
| Directeur sportif : Stig Kristiansen, Gabriel Rasch, Christian Andersen |                                  |                    |

| Groupama-FDJ GFC                                        | Groupama-FDJ GFC                | Groupama-FDJ GFC |
| ------------------------------------------------------- | ------------------------------- | ---------------- |
| Num                                                     | Coureur                         | Pos              |
| 131                                                     | Guillaume Martin-Guyonnet (FRA) | 10e              |
| 132                                                     | Clément Braz Afonso (FRA)       | 23e              |
| 133                                                     | Rémi Cavagna (FRA)              | 81e              |
| 134                                                     | Rudy Molard (FRA)               | NP-7             |
| 135                                                     | Paul Penhoët (FRA)              | 95e              |
| 136                                                     | Brieuc Rolland (FRA)            | 44e              |
| 137                                                     | Clément Russo (FRA)             | 100e             |
| Directeur sportif : Benoît Vaugrenard, Frédéric Guesdon |                                 |                  |

| Israel-Premier Tech IPT                             | Israel-Premier Tech IPT | Israel-Premier Tech IPT |
| --------------------------------------------------- | ----------------------- | ----------------------- |
| Num                                                 | Coureur                 | Pos                     |
| 141                                                 | Jake Stewart (GBR)      | AB-8                    |
| 142                                                 | Pascal Ackermann (GER)  | AB-5                    |
| 143                                                 | Guillaume Boivin (CAN)  | 112e                    |
| 144                                                 | Matîs Louvel (FRA)      | 101e                    |
| 145                                                 | Alexey Lutsenko (KAZ)   | 17e                     |
| 146                                                 | Krists Neilands (LAT)   | 82e                     |
| 147                                                 | Nadav Raisberg (ISR)    | 123e                    |
| Directeur sportif : Rene Mandri, Alexander Cataford |                         |                         |

| Team Picnic-PostNL TPP                                | Team Picnic-PostNL TPP        | Team Picnic-PostNL TPP |
| ----------------------------------------------------- | ----------------------------- | ---------------------- |
| Num                                                   | Coureur                       | Pos                    |
| 151                                                   | Romain Bardet (FRA)           | 26e                    |
| 152                                                   | Romain Combaud (FRA)          | 83e                    |
| 153                                                   | Chris Hamilton (AUS)          | 54e                    |
| 154                                                   | Bjoern Koerdt (GBR)           | 99e                    |
| 155                                                   | Enzo Leijnse (NED)            | 125e                   |
| 156                                                   | Juan Guillermo Martínez (COL) | 60e                    |
| 157                                                   | Max Poole (GBR)               | AB-6                   |
| Directeur sportif : Philip West, Christian Guiberteau |                               |                        |

| Team Jayco AlUla JAY                             | Team Jayco AlUla JAY          | Team Jayco AlUla JAY |
| ------------------------------------------------ | ----------------------------- | -------------------- |
| Num                                              | Coureur                       | Pos                  |
| 161                                              | Eddie Dunbar (IRL) (chrono)   | 19e                  |
| 162                                              | Koen Bouwman (NED)            | 75e                  |
| 163                                              | Alessandro De Marchi (ITA)    | AB-6                 |
| 164                                              | Anders Foldager (DEN)         | 87e                  |
| 165                                              | Asbjørn Hellemose (DEN)       | 32e                  |
| 166                                              | Michael Hepburn (AUS)         | NP-5                 |
| 167                                              | Christopher Juul Jensen (DEN) | 84e                  |
| Directeur sportif : Steve Cummings, Rafael Valls |                               |                      |

| Cofidis COF                                            | Cofidis COF            | Cofidis COF |
| ------------------------------------------------------ | ---------------------- | ----------- |
| Num                                                    | Coureur                | Pos         |
| 171                                                    | Emanuel Buchmann (GER) | 11e         |
| 172                                                    | Oliver Knight (GBR)    | AB-3        |
| 173                                                    | Paul Ourselin (FRA)    | 115e        |
| 174                                                    | Ludovic Robeet (BEL)   | AB-8        |
| 175                                                    | Dylan Teuns (BEL)      | 90e         |
| 176                                                    | Benjamin Thomas (FRA)  | 96e         |
| 177                                                    | Hugo Toumire (FRA)     | AB-1        |
| Directeur sportif : Bingen Fernández, Jean-Luc Jonrond |                        |             |

| Intermarché-Wanty IWA                                         | Intermarché-Wanty IWA | Intermarché-Wanty IWA |
| ------------------------------------------------------------- | --------------------- | --------------------- |
| Num                                                           | Coureur               | Pos                   |
| 181                                                           | Louis Meintjes (RSA)  | 18e                   |
| 182                                                           | Louis Barré (FRA)     | 31e                   |
| 183                                                           | Kamiel Bonneu (BEL)   | AB-6                  |
| 184                                                           | Dries De Pooter (BEL) | 109e                  |
| 185                                                           | Hugo Page (FRA)       | 108e                  |
| 186                                                           | Tom Paquot (BEL)      | 124e                  |
| 187                                                           | Dion Smith (NZL)      | NP-7                  |
| Directeur sportif : Pieter Vanspeybrouck, Sébastien Demarbaix |                       |                       |

| Arkéa-B&B Hotels ARK                              | Arkéa-B&B Hotels ARK     | Arkéa-B&B Hotels ARK |
| ------------------------------------------------- | ------------------------ | -------------------- |
| Num                                               | Coureur                  | Pos                  |
| 191                                               | Anthony Delaplace (FRA)  | 93e                  |
| 192                                               | Victor Guernalec (FRA)   | 107e                 |
| 193                                               | Thibault Guernalec (FRA) | 66e                  |
| 194                                               | Michel Ries (LUX)        | 49e                  |
| 195                                               | Louis Rouland (FRA)      | AB-6                 |
| 196                                               | Pierre Thierry (FRA)     | 98e                  |
| 197                                               | Clément Venturini (FRA)  | 74e                  |
| Directeur sportif : Yvon Ledanois, Laurent Pichon |                          |                      |

| Tudor Pro Cycling Team TUD                     | Tudor Pro Cycling Team TUD   | Tudor Pro Cycling Team TUD |
| ---------------------------------------------- | ---------------------------- | -------------------------- |
| Num                                            | Coureur                      | Pos                        |
| 201                                            | Mathys Rondel (FRA)          | 15e                        |
| 202                                            | Jacob Eriksson (SWE) (route) | AB-3                       |
| 203                                            | Lucas Eriksson (SWE)         | 94e                        |
| 204                                            | Roland Thalmann (SUI)        | 85e                        |
| 205                                            | Matteo Trentin (ITA)         | NP-7                       |
| 206                                            | Fabian Weiss (SUI)           | 92e                        |
| 207                                            | Hannes Wilksch (GER)         | 43e                        |
| Directeur sportif : Claudio Cozzi, Bruno Pires |                              |                            |

| Team TotalEnergies TEN                          | Team TotalEnergies TEN   | Team TotalEnergies TEN |
| ----------------------------------------------- | ------------------------ | ---------------------- |
| Num                                             | Coureur                  | Pos                    |
| 211                                             | Anthony Turgis (FRA)     | 97e                    |
| 212                                             | Mathieu Burgaudeau (FRA) | 56e                    |
| 213                                             | Fabien Doubey (FRA)      | 52e                    |
| 214                                             | Émilien Jeannière (FRA)  | AB-8                   |
| 215                                             | Jordan Jegat (FRA)       | 14e                    |
| 216                                             | Pierre Latour (FRA)      | 48e                    |
| 217                                             | Mattéo Vercher (FRA)     | 103e                   |
| Directeur sportif : Cyril Lemoine, Thibaut Macé |                          |                        |

| Red Bull-Bora-Hansgrohe RBH                       | Red Bull-Bora-Hansgrohe RBH      | Red Bull-Bora-Hansgrohe RBH |
| ------------------------------------------------- | -------------------------------- | --------------------------- |
| Num                                               | Coureur                          | Pos                         |
| 1                                                 | Maxim Van Gils (BEL)             | 29e                         |
| 2                                                 | Finn Fisher-Black (NZL) (chrono) | 16e                         |
| 3                                                 | Alexander Hajek (AUT) (route)    | 65e                         |
| 4                                                 | Florian Lipowitz (GER)           | 3e                          |
| 5                                                 | Laurence Pithie (NZL)            | 57e                         |
| 6                                                 | Mick van Dijke (NED)             | 111e                        |
| 7                                                 | Ben Zwiehoff (GER)               | 36e                         |
| Directeur sportif : Bernhard Eisel, Roger Hammond |                                  |                             |

| Team Visma \| Lease a Bike TVL                      | Team Visma \| Lease a Bike TVL | Team Visma \| Lease a Bike TVL |
| --------------------------------------------------- | ------------------------------ | ------------------------------ |
| Num                                                 | Coureur                        | Pos                            |
| 11                                                  | Jonas Vingegaard (DEN)         | 2e                             |
| 12                                                  | Victor Campenaerts (BEL)       | 72e                            |
| 13                                                  | Per Strand Hagenes (NOR)       | 78e                            |
| 14                                                  | Matteo Jorgenson (USA)         | 6e                             |
| 15                                                  | Sepp Kuss (USA)                | 13e                            |
| 16                                                  | Ben Tulett (GBR)               | 12e                            |
| 17                                                  | Attila Valter (HUN) (route)    | 110e                           |
| Directeur sportif : Grischa Niermann, Frans Maassen |                                |                                |

| UAE Team Emirates XRG UAD                          | UAE Team Emirates XRG UAD      | UAE Team Emirates XRG UAD |
| -------------------------------------------------- | ------------------------------ | ------------------------- |
| Num                                                | Coureur                        | Pos                       |
| 21                                                 | Tadej Pogačar (SLO) (route)    | 1er                       |
| 22                                                 | Jhonatan Narváez (ECU) (route) | 41e                       |
| 23                                                 | Domen Novak (SLO) (route)      | AB-8                      |
| 24                                                 | Nils Politt (GER)              | 55e                       |
| 25                                                 | Pavel Sivakov (FRA)            | 27e                       |
| 26                                                 | Marc Soler (ESP)               | 88e                       |
| 27                                                 | Tim Wellens (BEL)              | 38e                       |
| Directeur sportif : Andrej Hauptman, Marco Marzano |                                |                           |

| Ineos Grenadiers IGD                                  | Ineos Grenadiers IGD               | Ineos Grenadiers IGD |
| ----------------------------------------------------- | ---------------------------------- | -------------------- |
| Num                                                   | Coureur                            | Pos                  |
| 31                                                    | Carlos Rodríguez (ESP)             | 9e                   |
| 32                                                    | Tobias Foss (NOR)                  | 45e                  |
| 33                                                    | Axel Laurance (FRA)                | 59e                  |
| 34                                                    | Michael Leonard (CAN)              | 70e                  |
| 35                                                    | Óscar Rodríguez Garaicoechea (ESP) | 86e                  |
| 36                                                    | Magnus Sheffield (USA)             | 71e                  |
| 37                                                    | Samuel Watson (GBR)                | 102e                 |
| Directeur sportif : Oliver Cookson, Kurt Asle Arvesen |                                    |                      |

| Soudal Quick-Step SOQ                              | Soudal Quick-Step SOQ          | Soudal Quick-Step SOQ |
| -------------------------------------------------- | ------------------------------ | --------------------- |
| Num                                                | Coureur                        | Pos                   |
| 41                                                 | Remco Evenepoel (BEL) (chrono) | 4e                    |
| 42                                                 | Pascal Eenkhoorn (NED)         | AB-5                  |
| 43                                                 | Valentin Paret-Peintre (FRA)   | 51e                   |
| 44                                                 | Casper Pedersen (DEN)          | AB-8                  |
| 45                                                 | Pepijn Reinderink (NED)        | 122e                  |
| 46                                                 | Maximilian Schachmann (GER)    | 63e                   |
| 47                                                 | Louis Vervaeke (BEL)           | AB-5                  |
| Directeur sportif : Klaas Lodewyck, Dries Devenyns |                                |                       |

| Bahrain Victorious TBV                              | Bahrain Victorious TBV  | Bahrain Victorious TBV |
| --------------------------------------------------- | ----------------------- | ---------------------- |
| Num                                                 | Coureur                 | Pos                    |
| 51                                                  | Lenny Martinez (FRA)    | 28e                    |
| 52                                                  | Santiago Buitrago (COL) | AB-8                   |
| 53                                                  | Kamil Gradek (POL)      | AB-6                   |
| 54                                                  | Jack Haig (AUS)         | 30e                    |
| 55                                                  | Robert Stannard (AUS)   | 105e                   |
| 56                                                  | Torstein Træen (NOR)    | 25e                    |
| 57                                                  | Fred Wright (GBR)       | 79e                    |
| Directeur sportif : Neil Stephens, Xavier Florencio |                         |                        |

| Lidl-Trek LTK                                     | Lidl-Trek LTK                          | Lidl-Trek LTK |
| ------------------------------------------------- | -------------------------------------- | ------------- |
| Num                                               | Coureur                                | Pos           |
| 61                                                | Jonathan Milan (ITA)                   | 113e          |
| 62                                                | Julien Bernard (FRA)                   | 67e           |
| 63                                                | Simone Consonni (ITA)                  | 117e          |
| 64                                                | Amanuel Ghebreigzabhier (ERI) (chrono) | 126e          |
| 65                                                | Toms Skujiņš (LAT)                     | 35e           |
| 66                                                | Jasper Stuyven (BEL)                   | 76e           |
| 67                                                | Edward Theuns (BEL)                    | 119e          |
| Directeur sportif : Steven de Jongh, Grégory Rast |                                        |               |

| Decathlon-AG2R La Mondiale DAT                   | Decathlon-AG2R La Mondiale DAT | Decathlon-AG2R La Mondiale DAT |
| ------------------------------------------------ | ------------------------------ | ------------------------------ |
| Num                                              | Coureur                        | Pos                            |
| 71                                               | Clément Berthet (FRA)          | 24e                            |
| 72                                               | Bruno Armirail (FRA)           | 21e                            |
| 73                                               | Jordan Labrosse (FRA)          | 91e                            |
| 74                                               | Oliver Naesen (BEL)            | 116e                           |
| 75                                               | Aurélien Paret-Peintre (FRA)   | 34e                            |
| 76                                               | Paul Seixas (FRA)              | 8e                             |
| 77                                               | Bastien Tronchon (FRA)         | 53e                            |
| Directeur sportif : Sébastien Joly, Cyril Dessel |                                |                                |

| XDS Astana Team XAT                               | XDS Astana Team XAT             | XDS Astana Team XAT |
| ------------------------------------------------- | ------------------------------- | ------------------- |
| Num                                               | Coureur                         | Pos                 |
| 81                                                | Sergio Higuita (COL)            | 22e                 |
| 82                                                | Yevgeniy Fedorov (KAZ) (chrono) | 114e                |
| 83                                                | Henok Mulubrhan (ERI) (route)   | 68e                 |
| 84                                                | Harold Tejada (COL)             | AB-5                |
| 85                                                | Darren van Bekkum (NED)         | 47e                 |
| 86                                                | Simone Velasco (ITA)            | 69e                 |
| 87                                                | Nicolas Vinokourov (KAZ)        | NP-4                |
| Directeur sportif : Dmitriy Fofonov, Mark Renshaw |                                 |                     |

| EF Education-EasyPost EFE                           | EF Education-EasyPost EFE | EF Education-EasyPost EFE |
| --------------------------------------------------- | ------------------------- | ------------------------- |
| Num                                                 | Coureur                   | Pos                       |
| 91                                                  | Ben Healy (IRL)           | 37e                       |
| 92                                                  | Alex Baudin (FRA)         | 42e                       |
| 93                                                  | Esteban Chaves (COL)      | 20e                       |
| 94                                                  | Alastair Mackellar (AUS)  | 127e                      |
| 95                                                  | Lukas Nerurkar (GBR)      | 62e                       |
| 96                                                  | Archie Ryan (IRL)         | AB-8                      |
| 97                                                  | Michael Valgren (DEN)     | 40e                       |
| Directeur sportif : Charles Wegelius, Andreas Klier |                           |                           |

| Movistar Team MOV                                     | Movistar Team MOV       | Movistar Team MOV |
| ----------------------------------------------------- | ----------------------- | ----------------- |
| Num                                                   | Coureur                 | Pos               |
| 101                                                   | Enric Mas (ESP)         | 7e                |
| 102                                                   | Jorge Arcas (ESP)       | 89e               |
| 103                                                   | Ruben Guerreiro (POR)   | 61e               |
| 104                                                   | Michel Hessmann (GER)   | 77e               |
| 105                                                   | Gregor Mühlberger (AUT) | 16e               |
| 106                                                   | Antonio Pedrero (ESP)   | 80e               |
| 107                                                   | Iván Romeo (ESP)        | 39e               |
| Directeur sportif : José Joaquín Rojas, Xabier Muriel |                         |                   |

| Alpecin-Deceuninck ADC                                    | Alpecin-Deceuninck ADC      | Alpecin-Deceuninck ADC |
| --------------------------------------------------------- | --------------------------- | ---------------------- |
| Num                                                       | Coureur                     | Pos                    |
| 111                                                       | Mathieu van der Poel (NED)  | 58e                    |
| 112                                                       | Tobias Bayer (AUT)          | 106e                   |
| 113                                                       | Lars Boven (NED)            | AB-6                   |
| 114                                                       | Michael Gogl (AUT)          | 120e                   |
| 115                                                       | Xandro Meurisse (BEL)       | 50e                    |
| 116                                                       | Johan Price-Pejtersen (DEN) | AB-5                   |
| 117                                                       | Gianni Vermeersch (BEL)     | 121e                   |
| Directeur sportif : Christoph Roodhooft, Frederik Willems |                             |                        |

| Uno-X Mobility UXM                                                      | Uno-X Mobility UXM               | Uno-X Mobility UXM |
| ----------------------------------------------------------------------- | -------------------------------- | ------------------ |
| Num                                                                     | Coureur                          | Pos                |
| 121                                                                     | Tobias Johannessen (NOR)         | 5e                 |
| 122                                                                     | Magnus Cort Nielsen (DEN)        | 118e               |
| 123                                                                     | Stian Fredheim (NOR)             | 104e               |
| 124                                                                     | Markus Hoelgaard (NOR) (route)   | 73e                |
| 125                                                                     | Andreas Kron (DEN)               | NP-6               |
| 126                                                                     | Andreas Leknessund (NOR)         | 33e                |
| 127                                                                     | Søren Wærenskjold (NOR) (chrono) | 128e               |
| Directeur sportif : Stig Kristiansen, Gabriel Rasch, Christian Andersen |                                  |                    |

| Groupama-FDJ GFC                                        | Groupama-FDJ GFC                | Groupama-FDJ GFC |
| ------------------------------------------------------- | ------------------------------- | ---------------- |
| Num                                                     | Coureur                         | Pos              |
| 131                                                     | Guillaume Martin-Guyonnet (FRA) | 10e              |
| 132                                                     | Clément Braz Afonso (FRA)       | 23e              |
| 133                                                     | Rémi Cavagna (FRA)              | 81e              |
| 134                                                     | Rudy Molard (FRA)               | NP-7             |
| 135                                                     | Paul Penhoët (FRA)              | 95e              |
| 136                                                     | Brieuc Rolland (FRA)            | 44e              |
| 137                                                     | Clément Russo (FRA)             | 100e             |
| Directeur sportif : Benoît Vaugrenard, Frédéric Guesdon |                                 |                  |

| Israel-Premier Tech IPT                             | Israel-Premier Tech IPT | Israel-Premier Tech IPT |
| --------------------------------------------------- | ----------------------- | ----------------------- |
| Num                                                 | Coureur                 | Pos                     |
| 141                                                 | Jake Stewart (GBR)      | AB-8                    |
| 142                                                 | Pascal Ackermann (GER)  | AB-5                    |
| 143                                                 | Guillaume Boivin (CAN)  | 112e                    |
| 144                                                 | Matîs Louvel (FRA)      | 101e                    |
| 145                                                 | Alexey Lutsenko (KAZ)   | 17e                     |
| 146                                                 | Krists Neilands (LAT)   | 82e                     |
| 147                                                 | Nadav Raisberg (ISR)    | 123e                    |
| Directeur sportif : Rene Mandri, Alexander Cataford |                         |                         |

| Team Picnic-PostNL TPP                                | Team Picnic-PostNL TPP        | Team Picnic-PostNL TPP |
| ----------------------------------------------------- | ----------------------------- | ---------------------- |
| Num                                                   | Coureur                       | Pos                    |
| 151                                                   | Romain Bardet (FRA)           | 26e                    |
| 152                                                   | Romain Combaud (FRA)          | 83e                    |
| 153                                                   | Chris Hamilton (AUS)          | 54e                    |
| 154                                                   | Bjoern Koerdt (GBR)           | 99e                    |
| 155                                                   | Enzo Leijnse (NED)            | 125e                   |
| 156                                                   | Juan Guillermo Martínez (COL) | 60e                    |
| 157                                                   | Max Poole (GBR)               | AB-6                   |
| Directeur sportif : Philip West, Christian Guiberteau |                               |                        |

| Team Jayco AlUla JAY                             | Team Jayco AlUla JAY          | Team Jayco AlUla JAY |
| ------------------------------------------------ | ----------------------------- | -------------------- |
| Num                                              | Coureur                       | Pos                  |
| 161                                              | Eddie Dunbar (IRL) (chrono)   | 19e                  |
| 162                                              | Koen Bouwman (NED)            | 75e                  |
| 163                                              | Alessandro De Marchi (ITA)    | AB-6                 |
| 164                                              | Anders Foldager (DEN)         | 87e                  |
| 165                                              | Asbjørn Hellemose (DEN)       | 32e                  |
| 166                                              | Michael Hepburn (AUS)         | NP-5                 |
| 167                                              | Christopher Juul Jensen (DEN) | 84e                  |
| Directeur sportif : Steve Cummings, Rafael Valls |                               |                      |

| Cofidis COF                                            | Cofidis COF            | Cofidis COF |
| ------------------------------------------------------ | ---------------------- | ----------- |
| Num                                                    | Coureur                | Pos         |
| 171                                                    | Emanuel Buchmann (GER) | 11e         |
| 172                                                    | Oliver Knight (GBR)    | AB-3        |
| 173                                                    | Paul Ourselin (FRA)    | 115e        |
| 174                                                    | Ludovic Robeet (BEL)   | AB-8        |
| 175                                                    | Dylan Teuns (BEL)      | 90e         |
| 176                                                    | Benjamin Thomas (FRA)  | 96e         |
| 177                                                    | Hugo Toumire (FRA)     | AB-1        |
| Directeur sportif : Bingen Fernández, Jean-Luc Jonrond |                        |             |

| Intermarché-Wanty IWA                                         | Intermarché-Wanty IWA | Intermarché-Wanty IWA |
| ------------------------------------------------------------- | --------------------- | --------------------- |
| Num                                                           | Coureur               | Pos                   |
| 181                                                           | Louis Meintjes (RSA)  | 18e                   |
| 182                                                           | Louis Barré (FRA)     | 31e                   |
| 183                                                           | Kamiel Bonneu (BEL)   | AB-6                  |
| 184                                                           | Dries De Pooter (BEL) | 109e                  |
| 185                                                           | Hugo Page (FRA)       | 108e                  |
| 186                                                           | Tom Paquot (BEL)      | 124e                  |
| 187                                                           | Dion Smith (NZL)      | NP-7                  |
| Directeur sportif : Pieter Vanspeybrouck, Sébastien Demarbaix |                       |                       |

| Arkéa-B&B Hotels ARK                              | Arkéa-B&B Hotels ARK     | Arkéa-B&B Hotels ARK |
| ------------------------------------------------- | ------------------------ | -------------------- |
| Num                                               | Coureur                  | Pos                  |
| 191                                               | Anthony Delaplace (FRA)  | 93e                  |
| 192                                               | Victor Guernalec (FRA)   | 107e                 |
| 193                                               | Thibault Guernalec (FRA) | 66e                  |
| 194                                               | Michel Ries (LUX)        | 49e                  |
| 195                                               | Louis Rouland (FRA)      | AB-6                 |
| 196                                               | Pierre Thierry (FRA)     | 98e                  |
| 197                                               | Clément Venturini (FRA)  | 74e                  |
| Directeur sportif : Yvon Ledanois, Laurent Pichon |                          |                      |

| Tudor Pro Cycling Team TUD                     | Tudor Pro Cycling Team TUD   | Tudor Pro Cycling Team TUD |
| ---------------------------------------------- | ---------------------------- | -------------------------- |
| Num                                            | Coureur                      | Pos                        |
| 201                                            | Mathys Rondel (FRA)          | 15e                        |
| 202                                            | Jacob Eriksson (SWE) (route) | AB-3                       |
| 203                                            | Lucas Eriksson (SWE)         | 94e                        |
| 204                                            | Roland Thalmann (SUI)        | 85e                        |
| 205                                            | Matteo Trentin (ITA)         | NP-7                       |
| 206                                            | Fabian Weiss (SUI)           | 92e                        |
| 207                                            | Hannes Wilksch (GER)         | 43e                        |
| Directeur sportif : Claudio Cozzi, Bruno Pires |                              |                            |

| Team TotalEnergies TEN                          | Team TotalEnergies TEN   | Team TotalEnergies TEN |
| ----------------------------------------------- | ------------------------ | ---------------------- |
| Num                                             | Coureur                  | Pos                    |
| 211                                             | Anthony Turgis (FRA)     | 97e                    |
| 212                                             | Mathieu Burgaudeau (FRA) | 56e                    |
| 213                                             | Fabien Doubey (FRA)      | 52e                    |
| 214                                             | Émilien Jeannière (FRA)  | AB-8                   |
| 215                                             | Jordan Jegat (FRA)       | 14e                    |
| 216                                             | Pierre Latour (FRA)      | 48e                    |
| 217                                             | Mattéo Vercher (FRA)     | 103e                   |
| Directeur sportif : Cyril Lemoine, Thibaut Macé |                          |                        |